# Orlen Liga (2016/2017)
Orlen Liga 2016/2017 – organizowane przez Profesjonalną Ligę Piłki Siatkowej SA (PLPS SA) zmagania najwyższej w hierarchii klasy żeńskich ligowych rozgrywek siatkarskich w Polsce, będących jednocześnie najwyższym szczeblem centralnym (I poziom ligowy). Toczone systemem kołowym z fazą play-off na zakończenie sezonu i przeznaczone dla 12 najlepszych polskich klubów piłki siatkowej. 80. edycja rozgrywek o tytuł Mistrzyń Polski, po raz 11. prowadzona w formie ligi zawodowej. Liga powiększyła się o dwie drużyny: ŁKS Commercecon Łódź i Budowlani Toruń.
Tytuł mistrzowski obronił KPS Chemik Police.

## Drużyny uczestniczące
| \| \| Uczestnicy poprzedniej edycji \| \| \| \| --------------------------------------------------------------------------------------------------------------------------------------------------------------------------------- \| ---------------------------------------- \| -- \| --- \| \| POL \| KPS Chemik Police \| 1 \| LM \| \| SOP \| PGE Atom Trefl Sopot \| 2 \| \| \| WRO \| Impel Wrocław \| 3 \| \| \| DĄB \| Tauron Banimex MKS Dąbrowa Górnicza \| 4 \| LM \| \| ŁÓD \| Budowlani Łódź \| 5 \| CEV \| \| MUS \| Polski Cukier Muszynianka Fakro Bank BPS \| 6 \| \| \| BIE \| BKS Aluprof Bielsko-Biała \| 7 \| \| \| PIŁ \| PGNiG Nafta Piła \| 8 \| \| \| BYD \| KS Pałac Bydgoszcz \| 9 \| \| \| LEG \| Siódemka SK bank Legionovia \| 10 \| \| \| RZE \| KS Developres Rzeszów \| 11 \| \| \| OST \| AZS KSZO Ostrowiec Świętokrzyski \| 12 \| \| \| \| Awans z I ligi \| \| \| \| ŁDZ \| ŁKS Commercecon Łódź \| 1 \| \| \| TOR \| Budowlani Toruń \| 2 \| \| \| Oznaczenia: - kolumna pierwsza – skróty nazw drużyn wpisane na mapie (jeśli ta została zamieszczona), - kolumna trzecia – miejsce zajęte przez daną drużynę w poprzednim sezonie. \| \| \| \| |                                          | POLSOPMUSWRODĄBLEGŁÓDBIEOSTPIŁRZEBYDŁDZTOR Lokalizacja klubów |     |
| | Uczestnicy poprzedniej edycji            |                                                               |     |
| POL | KPS Chemik Police                        | 1                                                             | LM  |
| SOP | PGE Atom Trefl Sopot                     | 2                                                             |     |
| WRO | Impel Wrocław                            | 3                                                             |     |
| DĄB | Tauron Banimex MKS Dąbrowa Górnicza      | 4                                                             | LM  |
| ŁÓD | Budowlani Łódź                           | 5                                                             | CEV |
| MUS | Polski Cukier Muszynianka Fakro Bank BPS | 6                                                             |     |
| BIE | BKS Aluprof Bielsko-Biała                | 7                                                             |     |
| PIŁ | PGNiG Nafta Piła                         | 8                                                             |     |
| BYD | KS Pałac Bydgoszcz                       | 9                                                             |     |
| LEG | Siódemka SK bank Legionovia              | 10                                                            |     |
| RZE | KS Developres Rzeszów                    | 11                                                            |     |
| OST | AZS KSZO Ostrowiec Świętokrzyski         | 12                                                            |     |
| | Awans z I ligi                           |                                                               |     |
| ŁDZ | ŁKS Commercecon Łódź                     | 1                                                             |     |
| TOR | Budowlani Toruń                          | 2                                                             |     |
| Oznaczenia: - kolumna pierwsza – skróty nazw drużyn wpisane na mapie (jeśli ta została zamieszczona), - kolumna trzecia – miejsce zajęte przez daną drużynę w poprzednim sezonie. |                                          |                                                               |     |

## Hale sportowe
| Klub                                     | Hala sportowa                           | Liczba miejsc siedzących |
| ---------------------------------------- | --------------------------------------- | ------------------------ |
| Atom Trefl Sopot                         | Ergo Arena                              | 11200                    |
| Atom Trefl Sopot                         | Hala Stulecia Sopotu                    | 2000                     |
| Polski Cukier Muszynianka Fakro Bank BPS | Hala sportowa Muszyna                   | 1200                     |
| Tauron Banimex MKS Dąbrowa Górnicza      | Hala Centrum                            | 2944                     |
| BKS Aluprof Bielsko-Biała                | Hala BKS Stal                           | 1400                     |
| Impel Wrocław                            | Hala „Orbita”                           | 3000                     |
| Budowlani Łódź                           | Atlas Arena                             | 12109                    |
| KS Pałac Bydgoszcz                       | Hala Łuczniczka                         | 6082                     |
| PGNiG Nafta Piła                         | Hala Sportowo-Widowiskowa MOSiR         | 1500                     |
| PSPS Chemik Police                       | Hala sportowa im. Ignacego Łukasiewicza | 1100                     |
| PSPS Chemik Police                       | Arena Azoty                             | 5403                     |
| Siódemka SK bank Legionovia              | Arena Legionowo                         | 1988                     |
| AZS KSZO Ostrowiec Świętokrzyski         | Hala sportowo-widowiskowa KSZO          | 3794                     |
| KS Developres Rzeszów                    | Hala Podpromie                          | 4300                     |
| ŁKS Commercecon Łódź                     | Atlas Arena                             | 12109                    |
| Budowlani Toruń                          | Arena Toruń                             | 5192                     |

## Rozgrywki

### Faza zasadnicza

#### Tabela wyników
| Gospodarz \ Gość1                 | POL | SOP | WRO | DĄB | ŁÓD | MUS | BIE | PIŁ | BYD | LEG | RZE | OST | ŁDZ | TOR |
| --------------------------------- | --- | --- | --- | --- | --- | --- | --- | --- | --- | --- | --- | --- | --- | --- |
| PSPS Chemik Police                | -   | 3:0 | 3:2 | 3:0 | 3:0 | 3:0 | 3:1 | 3:0 | 3:1 | 3:0 | 3:0 | 3:1 | 3:2 | 3:1 |
| Trefl Sopot                       | 3:2 | -   | 1:3 | 1:3 | 2:3 | 3:2 | 2:3 | 3:0 | 1:3 | 3:2 | 3:1 | 0:3 | 3:2 | 0:3 |
| Impel Wrocław                     | 3:1 | 3:1 | -   | 2:3 | 3:1 | 3:1 | 3:1 | 3:0 | 3:2 | 3:0 | 3:0 | 3:0 | 3:0 | 3:0 |
| Tauron MKS Dąbrowa Górnicza       | 0:3 | 3:0 | 2:3 | -   | 3:2 | 3:0 | 3:0 | 3:0 | 3:0 | 3:1 | 0:3 | 3:1 | 1:3 | 3:0 |
| Budowlani Łódź                    | 3:1 | 3:0 | 3:0 | 3:0 | -   | 3:0 | 3:2 | 3:2 | 3:0 | 3:1 | 1:3 | 3:0 | 3:0 | 3:1 |
| Polski Cukier Muszynianka Muszyna | 0:3 | 3:1 | 0:3 | 3:2 | 1:3 | -   | 3:2 | 3:1 | 3:1 | 3:2 | 0:3 | 3:2 | 3:2 | 3:1 |
| BKS Aluprof Bielsko-Biała         | 1:3 | 3:1 | 1:3 | 0:3 | 0:3 | 3:0 | -   | 1:3 | 3:1 | 3:2 | 3:2 | 3:2 | 3:0 | 1:3 |
| PTPS Piła                         | 0:3 | 3:0 | 0:3 | 2:3 | 0:3 | 3:0 | 1:3 | -   | 1:3 | 3:0 | 3:2 | 2:3 | 3:1 | 3:0 |
| KS Pałac Bydgoszcz                | 1:3 | 1:3 | 0:3 | 0:3 | 0:3 | 2:3 | 3:1 | 3:0 | -   | 3:0 | 1:3 | 3:0 | 0:3 | 1:3 |
| Legionovia Legionowo              | 0:3 | 2:3 | 1:3 | 3:1 | 2:3 | 0:3 | 2:3 | 3:0 | 3:2 | -   | 0:3 | 3:2 | 0:3 | 3:1 |
| KS Developres Rzeszów             | 2:3 | 3:0 | 3:0 | 0:3 | 1:3 | 3:2 | 3:0 | 3:0 | 3:2 | 3:0 | -   | 3:0 | 3:0 | 3:1 |
| KSZO Ostrowiec Świętokrzyski      | 0:3 | 3:2 | 1:3 | 2:3 | 2:3 | 3:1 | 0:3 | 1:3 | 3:2 | 3:2 | 1:3 | -   | 1:3 | 3:0 |
| ŁKS Commercecon Łódź              | 1:3 | 3:2 | 3:2 | 3:1 | 0:3 | 3:1 | 3:1 | 3:1 | 1:3 | 3:0 | 0:3 | 3:0 | -   | 3:2 |
| Budowlani Toruń                   | 0:3 | 0:3 | 0:3 | 1:3 | 0:3 | 3:0 | 3:2 | 3:1 | 3:1 | 3:1 | 3:2 | 3:2 | 3:0 | -   |

Źródło: siatka.org (pol.)
1 Drużyna gospodarzy jest wymieniona po lewej stronie tabeli.
Kolory:
  zwycięstwo gospodarzy 3:0 lub 3:1
  zwycięstwo gospodarzy 3:2
  zwycięstwo gości 3:0 lub 3:1
  zwycięstwo gości 3:2

#### Terminarz i wyniki
| Data        | Godz. | Gospodarz                         | Rezultat                                | Gość                              | Widzów | MVP                       |
| ----------- | ----- | --------------------------------- | --------------------------------------- | --------------------------------- | ------ | ------------------------- |
| 1. kolejka  |       |                                   |                                         |                                   |        |                           |
| 15.10.2016  | 17:00 | Chemik Police                     | 3:0 (25:12, 25:19, 25:21)               | PTPS Piła                         | 1669   | Joanna Wołosz             |
| 15.10.2016  | 17:00 | Polski Cukier Muszynianka Muszyna | 3:1 (26:24, 25:21, 23:25, 31:29)        | KS Pałac Bydgoszcz                | 400    | Magdalena Wawrzyniak      |
| 15.10.2016  | 18:00 | BKS Stal Bielsko-Biała            | 3:1 (19:25, 25:22, 25:18, 26:24)        | Trefl Sopot                       | 900    | Joanna Staniucha-Szczurek |
| 16.10.2016  | 17:00 | Impel Wrocław                     | 3:0 (25:14, 25:22, 25:17)               | KSZO Ostrowiec Świętokrzyski      | 2300   | Andrea Kossanyiová        |
| 16.10.2016  | 20:00 | Budowlani Toruń                   | 3:0 (25:18, 25:21, 25:15)               | ŁKS Commercecon Łódź              | 740    | Rebecca Pavan             |
| 17.10.2016  | 18:00 | Tauron MKS Dąbrowa Górnicza       | 0:3 (0:25, 0:25, 0:25)                  | KS Developres Rzeszów             | 1600   | Yael Castiglione          |
| 18.10.2016  | 18:00 | Budowlani Łódź                    | 3:1 (21:25, 25:8, 25:21, 25:20)         | Legionovia Legionowo              | 2850   | Gabriela Polańska         |
| 2. kolejka  |       |                                   |                                         |                                   |        |                           |
| 22.10.2016  | 15:00 | ŁKS Commercecon Łódź              | 3:2 (25:16, 25:23, 15:25, 23:25, 15:8)  | Impel Wrocław                     | 1350   | Ewa Kwiatkowska           |
| 22.10.2016  | 17:00 | Polski Cukier Muszynianka Muszyna | 3:2 (25:17, 18:25, 20:25, 25:23, 15:6)  | Legionovia Legionowo              | 400    | Aleksandra Wójcik         |
| 22.10.2016  | 17:00 | KSZO Ostrowiec Świętokrzyski      | 2:3 (23:25, 19:25, 25:23, 27:25, 8:15)  | Tauron MKS Dąbrowa Górnicza       | 1200   | Yael Castiglione          |
| 22.10.2016  | 18:00 | KS Pałac Bydgoszcz                | 1:3 (25:23, 19:25, 14:25, 17:25)        | Chemik Police                     | 1060   | Katarzyna Zaroślińska     |
| 23.10.2016  | 14:45 | KS Developres Rzeszów             | 1:3 (17:25, 26:24, 21:25, 22:25)        | Budowlani Łódź                    | 1000   | Sylwia Pycia              |
| 23.10.2016  | 17:00 | Trefl Sopot                       | 3:0 (25:18, 25:22, 25:19)               | PTPS Piła                         | 1500   | Natalia Gajewska          |
| 24.10.2016  | 18:00 | BKS Stal Bielsko-Biała            | 1:3 (25:19, 23:25, 23:25, 24:26)        | Budowlani Toruń                   | 750    | Marta Wójcik              |
| 3. kolejka  |       |                                   |                                         |                                   |        |                           |
| 28.10.2016  | 20:15 | Polski Cukier Muszynianka Muszyna | 0:3 (15:25, 23:25, 10:25)               | KS Developres Rzeszów             | 600    | Adela Helić               |
| 29.10.2016  | 17:00 | Chemik Police                     | 3:0 (25:15, 25:23, 25:19)               | Legionovia Legionowo              | 1897   | Madelaynne Montaño        |
| 29.10.2016  | 17:00 | Budowlani Toruń                   | 0:3 (20:25, 15:25, 20:25)               | Trefl Sopot                       | 1200   | Justyna Łukasik           |
| 29.10.2016  | 17:00 | Tauron MKS Dąbrowa Górnicza       | 1:3 (25:13, 20:25, 22:25, 19:25)        | ŁKS Commercecon Łódź              | 1200   | Katarzyna Bryda           |
| 29.10.2016  | 18:00 | PTPS Piła                         | 1:3 (22:25, 13:25, 25:19, 19:25)        | KS Pałac Bydgoszcz                | 980    | Ewelina Krzywicka         |
| 31.10.2016  | 18:00 | Budowlani Łódź                    | 3:0 (26:24, 25:18, 25:16)               | KSZO Ostrowiec Świętokrzyski      | 2247   | Julia Twardowska          |
| 31.10.2016  | 18:00 | Impel Wrocław                     | 3:1 (20:25, 25:18, 25:18, 25:16)        | BKS Stal Bielsko-Biała            | 1800   | Monika Ptak               |
| 4. kolejka  |       |                                   |                                         |                                   |        |                           |
| 05.11.2016  | 17:00 | KSZO Ostrowiec Świętokrzyski      | 3:1 (25:14, 23:25, 25:23, 26:24)        | Polski Cukier Muszynianka Muszyna | 850    | Joanna Kapturska          |
| 05.11.2016  | 18:00 | Legionovia Legionowo              | 3:0 (25:22, 25:23, 25:19)               | PTPS Piła                         | 1400   | Agata Skiba               |
| 06.11.2016  | 14:45 | KS Developres Rzeszów             | 2:3 (24:26, 16:25, 25:23, 25:21, 12:15) | Chemik Police                     | 2000   | Katarzyna Zaroślińska     |
| 06.11.2016  | 16:00 | Budowlani Toruń                   | 0:3 (23:25, 17:25, 18:25)               | Impel Wrocław                     | 1003   | Agnieszka Kąkolewska      |
| 06.11.2016  | 17:00 | Trefl Sopot                       | 1:3 (25:13, 16:25, 23:25, 20:25)        | KS Pałac Bydgoszcz                | 900    | Ewelina Krzywicka         |
| 07.11.2016  | 18:00 | ŁKS Commercecon Łódź              | 0:3 (17:25, 19:25, 16:25)               | Budowlani Łódź                    | 4750   | Kaja Grobelna             |
| 08.11.2016  | 18:00 | BKS Stal Bielsko-Biała            | 0:3 (15:25, 21:25, 23:25)               | Tauron MKS Dąbrowa Górnicza       | 800    | Tamara Kaliszuk           |
| 5. kolejka  |       |                                   |                                         |                                   |        |                           |
| 12.11.2016  | 17:00 | Polski Cukier Muszynianka Muszyna | 3:2 (23:25, 23:25, 25:20, 26:24, 15:9)  | ŁKS Commercecon Łódź              | 650    | Dorota Medyńska           |
| 12.11.2016  | 18:00 | PTPS Piła                         | 3:2 (25:21, 27:25, 21:25, 17:25, 15:8)  | KS Developres Rzeszów             | 1050   | Agata Babicz              |
| 13.11.2016  | 14:45 | Trefl Sopot                       | 1:3 (13:25, 26:24, 18:25, 22:25)        | Impel Wrocław                     | 700    | Micha Hancock             |
| 13.11.2016  | 17:00 | KS Pałac Bydgoszcz                | 3:0 (25:23, 25:16, 25:15)               | Legionovia Legionowo              | 1130   | Marlena Pleśnierowicz     |
| 13.11.2016  | 17:00 | Chemik Police                     | 3:1 (25:13, 25:15, 21:25, 25:14)        | KSZO Ostrowiec Świętokrzyski      | 1816   | Aleksandra Krzos          |
| 14.11.2016  | 18:00 | Budowlani Łódź                    | 3:2 (25:20, 25:17, 18:25, 23:25, 15:10) | BKS Stal Bielsko-Biała            | 1900   | Heike Beier               |
| 24.11.2016  | 18:00 | Tauron MKS Dąbrowa Górnicza       | 3:0 (25:9, 25:22, 25:14)                | Budowlani Toruń                   | 1000   | Helena Horká              |
| 6. kolejka  |       |                                   |                                         |                                   |        |                           |
| 17.11.2016  | 18:00 | ŁKS Commercecon Łódź              | 1:3 (18:25, 25:16, 24:26, 19:25)        | Chemik Police                     | 1200   | Katarzyna Zaroślińska     |
| 19.11.2016  | 17:00 | Budowlani Toruń                   | 0:3 (16:25, 18:25, 17:25)               | Budowlani Łódź                    | 850    | Heike Beier               |
| 19.11.2016  | 17:00 | KSZO Ostrowiec Świętokrzyski      | 1:3 (20:25, 26:24, 20:25, 19:25)        | PTPS Piła                         | 960    | Alexis Austin             |
| 19.11.2016  | 18:00 | KS Developres Rzeszów             | 3:2 (21:25, 25:18, 21:25, 25:13, 15:9)  | KS Pałac Bydgoszcz                | 1000   | Adela Helić               |
| 20.11.2016  | 14:45 | BKS Stal Bielsko-Biała            | 3:0 (25:13, 25:19, 25:15)               | Polski Cukier Muszynianka Muszyna | 850    | Soňa Mikysková            |
| 20.11.2016  | 17:00 | Trefl Sopot                       | 3:2 (21:25, 25:19, 25:15, 17:25, 15:13) | Legionovia Legionowo              | 750    | Małgorzata Skorupa        |
| 21.11.2016  | 18:00 | Impel Wrocław                     | 2:3 (23:25, 25:21, 24:26, 25:18, 12:15) | Tauron MKS Dąbrowa Górnicza       | 1900   | Kinga Drabek              |
| 7. kolejka  |       |                                   |                                         |                                   |        |                           |
| 25.11.2016  | 18:00 | KS Pałac Bydgoszcz                | 3:0 (25:17, 25:12, 25:19)               | KSZO Ostrowiec Świętokrzyski      | 1100   | Marlena Pleśnierowicz     |
| 26.11.2016  | 17:00 | Polski Cukier Muszynianka Muszyna | 3:1 (15:25, 25:18, 25:14, 25:22)        | Budowlani Toruń                   | 400    | Dorota Medyńska           |
| 26.11.2016  | 18:00 | Budowlani Łódź                    | 3:0 (25:20, 25:19, 25:23)               | Impel Wrocław                     | 2996   | Kaja Grobelna             |
| 26.11.2016  | 18:00 | PTPS Piła                         | 3:1 (22:25, 25:23, 25:23, 25:22)        | ŁKS Commercecon Łódź              | 960    | Alicia Ogoms              |
| 27.11.2016  | 14:45 | Chemik Police                     | 3:1 (25:19, 26:28, 25:15, 25:23)        | BKS Stal Bielsko-Biała            | 2830   | Stefana Veljković         |
| 27.11.2016  | 17:00 | Tauron MKS Dąbrowa Górnicza       | 3:0 (25:15, 25:13, 25:16)               | Trefl Sopot                       | 1300   | Kamila Ganszczyk          |
| 28.11.2016  | 18:00 | Legionovia Legionowo              | 0:3 (23:25, 25:27, 16:25)               | KS Developres Rzeszów             | 1200   | Adela Helić               |
| 8. kolejka  |       |                                   |                                         |                                   |        |                           |
| 30.11.2016  | 17:00 | Trefl Sopot                       | 3:1 (26:24, 15:25, 25:23, 25:19)        | KS Developres Rzeszów             | 750    | Magdalena Damaske         |
| 30.11.2016  | 18:00 | Budowlani Toruń                   | 0:3 (17:25, 19:25, 17:25)               | Chemik Police                     | 650    | Malwina Smarzek           |
| 30.11.2016  | 18:00 | Impel Wrocław                     | 3:1 (25:19, 20:25, 25:22, 25:11)        | Polski Cukier Muszynianka Muszyna | 500    | Agnieszka Kąkolewska      |
| 30.11.2016  | 18:00 | ŁKS Commercecon Łódź              | 1:3 (15:25, 25:20, 22:25, 23:25)        | KS Pałac Bydgoszcz                | 750    | Małgorzata Śmieszek       |
| 30.11.2016  | 18:00 | Tauron MKS Dąbrowa Górnicza       | 3:2 (25:20, 25:22, 19:25, 23:25, 15:7)  | Budowlani Łódź                    | 1700   | Helena Horká              |
| 30.11.2016  | 18:00 | KSZO Ostrowiec Świętokrzyski      | 3:2 (25:23, 19:25, 17:25, 25:22, 15:6)  | Legionovia Legionowo              | 630    | Joanna Kapturska          |
| 30.11.2016  | 20:00 | BKS Stal Bielsko-Biała            | 1:3 (25:16, 12:25, 9:25, 13:25)         | PTPS Piła                         | 500    | Alicia Ogoms              |
| 9. kolejka  |       |                                   |                                         |                                   |        |                           |
| 03.12.2016  | 17:00 | Polski Cukier Muszynianka Muszyna | 3:2 (25:23, 25:21, 22:25, 15:25, 15:12) | Tauron MKS Dąbrowa Górnicza       | 450    | Magdalena Wawrzyniak      |
| 03.12.2016  | 18:00 | Legionovia Legionowo              | 0:3 (16:25, 21:25, 22:25)               | ŁKS Commercecon Łódź              | 1100   | Lucie Mühlsteinová        |
| 03.12.2016  | 18:00 | KS Pałac Bydgoszcz                | 3:1 (25:19, 19:25, 25:22, 25:11)        | BKS Stal Bielsko-Biała            | 1100   | Marlena Pleśnierowicz     |
| 03.12.2016  | 19:00 | Budowlani Łódź                    | 3:0 (25:14, 25:14, 25:17)               | Trefl Sopot                       | 2050   | Pavla Vincourová          |
| 04.12.2016  | 14:45 | PTPS Piła                         | 3:0 (25:18, 25:18, 25:19)               | Budowlani Toruń                   | 940    | Agata Babicz              |
| 04.12.2016  | 15:00 | KS Developres Rzeszów             | 3:0 (25:21, 25:9, 25:21)                | KSZO Ostrowiec Świętokrzyski      | 900    | Anna Kaczmar              |
| 04.12.2016  | 17:00 | Chemik Police                     | 3:2 (25:20, 18:25, 19:25, 25:23, 15:9)  | Impel Wrocław                     | 2850   | Katarzyna Zaroślińska     |
| 10. kolejka |       |                                   |                                         |                                   |        |                           |
| 07.12.2016  | 18:00 | Tauron MKS Dąbrowa Górnicza       | 0:3 (13:25, 13:25, 17:25)               | Chemik Police                     | 1600   | Stefana Veljković         |
| 07.12.2016  | 18:00 | Budowlani Łódź                    | 3:0 (25:20, 25:14, 25:22)               | Polski Cukier Muszynianka Muszyna | 1650   | Heike Beier               |
| 07.12.2016  | 18:00 | Impel Wrocław                     | 3:0 (25:22, 25:20, 25:18)               | PTPS Piła                         | 1200   | Agnieszka Kąkolewska      |
| 07.12.2016  | 18:00 | Budowlani Toruń                   | 3:1 (22:25, 27:25, 25:13, 25:16)        | KS Pałac Bydgoszcz                | 900    | Rebecca Pavan             |
| 07.12.2016  | 18:00 | BKS Stal Bielsko-Biała            | 3:2 (20:25, 24:26, 26:24, 25:18, 15:12) | Legionovia Legionowo              | 700    | Emilia Mucha              |
| 07.12.2016  | 20:00 | Trefl Sopot                       | 0:3 (23:25, 25:27, 15:25)               | KSZO Ostrowiec Świętokrzyski      | 300    | Joanna Kapturska          |
| 15.12.2016  | 18:00 | ŁKS Commercecon Łódź              | 0:3 (21:25, 19:25, 18:25)               | KS Developres Rzeszów             | 900    | Adela Helić               |
| 11. kolejka |       |                                   |                                         |                                   |        |                           |
| 10.12.2016  | 17:00 | Polski Cukier Muszynianka Muszyna | 3:1 (25:19, 12:25, 25:18, 26:24)        | Trefl Sopot                       | 600    | Maja Savić                |
| 10.12.2016  | 18:00 | KS Developres Rzeszów             | 3:0 (25:17, 25:15, 25:19)               | BKS Stal Bielsko-Biała            | 950    | Anna Kaczmar              |
| 10.12.2016  | 18:00 | Legionovia Legionowo              | 3:1 (25:11, 24:26, 25:23, 25:22)        | Budowlani Toruń                   | 1000   | Ewelina Mikołajewska      |
| 10.12.2016  | 18:00 | PTPS Piła                         | 2:3 (19:25, 25:22, 25:20, 19:25, 11:15) | Tauron MKS Dąbrowa Górnicza       | 980    | Helena Horká              |
| 11.12.2016  | 14:45 | Chemik Police                     | 3:0 (25:18, 25:17, 25:21)               | Budowlani Łódź                    | 2640   | Katarzyna Zaroślińska     |
| 11.12.2016  | 17:00 | KS Pałac Bydgoszcz                | 0:3 (19:25, 17:25, 14:25)               | Impel Wrocław                     | 850    | Micha Hancock             |
| 12.12.2016  | 18:00 | KSZO Ostrowiec Świętokrzyski      | 1:3 (21:25, 26:24, 22:25, 23:25)        | ŁKS Commercecon Łódź              | 730    | Krystyna Strasz           |
| 12. kolejka |       |                                   |                                         |                                   |        |                           |
| 17.12.2016  | 17:00 | Polski Cukier Muszynianka Muszyna | 0:3 (9:25, 16:25, 20:25)                | Chemik Police                     | 700    | Jelena Blagojević         |
| 17.12.2016  | 18:00 | BKS Stal Bielsko-Biała            | 3:2 (11:25, 20:25, 25:18, 25:14, 15:10) | KSZO Ostrowiec Świętokrzyski      | 700    | Aleksandra Trojan         |
| 17.12.2016  | 20:00 | Impel Wrocław                     | 3:0 (25:13, 25:18, 25:22)               | Legionovia Legionowo              | 900    | Agata Sawicka             |
| 18.12.2016  | 14:45 | Trefl Sopot                       | 3:2 (25:19, 25:14, 27:29, 23:25, 15:13) | ŁKS Commercecon Łódź              | 650    | Martyna Łukasik           |
| 18.12.2016  | 15:00 | KS Developres Rzeszów             | 3:1 (25:17, 25:16, 23:25, 25:15)        | Budowlani Toruń                   | 900    | Magdalena Hawryła         |
| 18.12.2016  | 17:00 | Tauron MKS Dąbrowa Górnicza       | 3:0 (25:16, 25:16, 25:22)               | KS Pałac Bydgoszcz                | 1400   | Helena Horká              |
| 19.12.2016  | 18:00 | Budowlani Łódź                    | 3:2 (25:21, 25:21, 19:25, 21:25, 15:10) | PTPS Piła                         | 1500   | Kaja Grobelna             |
| 13. kolejka |       |                                   |                                         |                                   |        |                           |
| 22.12.2016  | 18:00 | Chemik Police                     | 3:0 (25:13, 25:23, 25:15)               | Trefl Sopot                       | 860    | Agnieszka Bednarek-Kasza  |
| 22.12.2016  | 19:00 | Legionovia Legionowo              | 3:1 (25:21, 15:25, 25:16, 25:22)        | Tauron MKS Dąbrowa Górnicza       | 800    | Aleksandra Rasińska       |
| 23.12.2016  | 17:00 | KS Pałac Bydgoszcz                | 0:3 (23:25, 22:25, 16:25)               | Budowlani Łódź                    | 420    | Kaja Grobelna             |
| 23.12.2016  | 18:00 | Impel Wrocław                     | 3:0 (25:17, 25:23, 25:21)               | KS Developres Rzeszów             | 1000   | Agnieszka Kąkolewska      |
| 23.12.2016  | 19:00 | PTPS Piła                         | 3:0 (25:15, 25:22, 25:16)               | Polski Cukier Muszynianka Muszyna | 920    | Alexis Austin             |
| 30.12.2016  | 18:00 | KSZO Ostrowiec Świętokrzyski      | 3:0 (25:18, 25:15, 25:21)               | Budowlani Toruń                   | 560    | Roksana Brzóska           |
| 30.12.2016  | 18:00 | ŁKS Commercecon Łódź              | 3:1 (25:20, 25:21, 22:25, 25:22)        | BKS Stal Bielsko-Biała            | 1750   | Ewa Kwiatkowska           |
| 14. kolejka |       |                                   |                                         |                                   |        |                           |
| 04.01.2017  | 18:00 | PTPS Piła                         | 0:3 (17:25, 20:25, 20:25)               | Chemik Police                     | 1360   | Aleksandra Krzos          |
| 04.01.2017  | 18:00 | KSZO Ostrowiec Świętokrzyski      | 1:3 (23:25, 29:27, 15:25, 16:25)        | Impel Wrocław                     | 550    | Micha Hancock             |
| 04.01.2017  | 18:00 | KS Pałac Bydgoszcz                | 2:3 (9:25, 25:19, 25:11, 20:25, 11:15)  | Polski Cukier Muszynianka Muszyna | 500    | Dorota Medyńska           |
| 04.01.2017  | 20:30 | KS Developres Rzeszów             | 0:3 (18:25, 18:25, 18:25)               | Tauron MKS Dąbrowa Górnicza       | 800    | Daria Paszek              |
| 04.01.2017  | 20:30 | ŁKS Commercecon Łódź              | 3:2 (21:25, 21:25, 25:20, 25:18, 19:17) | Budowlani Toruń                   | 450    | Katarzyna Sielicka        |
| 22.02.2017  | 18:30 | Trefl Sopot                       | 2:3 (18:25, 25:20, 25:21, 20:25, 10:15) | BKS Stal Bielsko-Biała            | 750    | Emilia Mucha              |
| 01.03.2017  | 19:00 | Legionovia Legionowo              | 2:3 (16:25, 25:22, 22:25, 25:21, 10:15) | Budowlani Łódź                    | 500    | Gabriela Polańska         |
| 15. kolejka |       |                                   |                                         |                                   |        |                           |
| 07.01.2017  | 17:00 | Tauron MKS Dąbrowa Górnicza       | 3:1 (20:25, 29:27, 25:22, 25:19)        | KSZO Ostrowiec Świętokrzyski      | 1200   | Tamara Kaliszuk           |
| 07.01.2017  | 18:00 | Budowlani Łódź                    | 1:3 (19:25, 19:25, 25:19, 16:25)        | KS Developres Rzeszów             | 2000   | Adela Helić               |
| 07.01.2017  | 20:00 | Chemik Police                     | 3:1 (25:10, 26:24, 22:25, 25:19)        | KS Pałac Bydgoszcz                | 1157   | Katarzyna Zaroślińska     |
| 08.01.2017  | 17:00 | Impel Wrocław                     | 3:0 (25:21, 28:26, 25:18)               | ŁKS Commercecon Łódź              | 700    | Joanna Kaczor             |
| 09.01.2017  | 18:00 | Budowlani Toruń                   | 3:2 (20:25, 25:21, 25:17, 21:25, 15:12) | BKS Stal Bielsko-Biała            | 450    | Rebecca Pavan             |
| 07.02.2017  | 18:00 | Legionovia Legionowo              | 0:3 (18:25, 22:25, 10:25)               | Polski Cukier Muszynianka Muszyna | 600    | Marina Cvetanović         |
| 22.03.2017  | 18:00 | PTPS Piła                         | 3:0 (30:28, 27:25, 25:15)               | Trefl Sopot                       | 630    | Emilia Szubert            |
| 16. kolejka |       |                                   |                                         |                                   |        |                           |
| 13.01.2017  | 18:00 | KS Developres Rzeszów             | 3:2 (23:25, 25:22, 25:20, 25:27, 15:9)  | Polski Cukier Muszynianka Muszyna | 1000   | Adela Helić               |
| 13.01.2017  | 20:15 | BKS Stal Bielsko-Biała            | 1:3 (25:21, 20:25, 16:25, 13:25)        | Impel Wrocław                     | 800    | Joanna Kaczor             |
| 14.01.2017  | 17:00 | KSZO Ostrowiec Świętokrzyski      | 2:3 (25:19, 17:25, 25:22, 23:25, 12:15) | Budowlani Łódź                    | 600    | Kaja Grobelna             |
| 14.01.2017  | 18:00 | ŁKS Commercecon Łódź              | 3:1 (25:22, 16:25, 25:23, 26:24)        | Tauron MKS Dąbrowa Górnicza       | 1600   | Izabela Kowalińska        |
| 15.01.2017  | 15:00 | Trefl Sopot                       | 0:3 (21:25, 20:25, 18:25)               | Budowlani Toruń                   | 570    | Rebecca Pavan             |
| 16.01.2017  | 18:00 | KS Pałac Bydgoszcz                | 3:0 (25:17, 25:19, 25:18)               | PTPS Piła                         | 800    | Marlena Pleśnierowicz     |
| 23.02.2017  | 19:00 | Legionovia Legionowo              | 0:3 (20:25, 19:25, 22:25)               | Chemik Police                     | 700    | Izabela Bełcik            |
| 17. kolejka |       |                                   |                                         |                                   |        |                           |
| 21.01.2017  | 17:00 | Tauron MKS Dąbrowa Górnicza       | 3:0 (25:15, 25:18, 25:21)               | BKS Stal Bielsko-Biała            | 800    | Helena Horká              |
| 21.01.2017  | 17:00 | Chemik Police                     | 3:0 (25:19, 25:16, 25:16)               | KS Developres Rzeszów             | 1824   | Joanna Wołosz             |
| 21.01.2017  | 18:00 | PTPS Piła                         | 3:0 (25:20, 25:21, 25:18)               | Legionovia Legionowo              | 1180   | Anita Kwiatkowska         |
| 21.01.2017  | 20:00 | Polski Cukier Muszynianka Muszyna | 3:2 (25:20, 18:25, 23:25, 25:20, 15:7)  | KSZO Ostrowiec Świętokrzyski      | 600    | Maja Savić                |
| 22.01.2017  | 16:00 | KS Pałac Bydgoszcz                | 1:3 (16:25, 25:23, 26:28, 21:25)        | Trefl Sopot                       | 650    | Magdalena Damaske         |
| 22.01.2017  | 17:00 | Impel Wrocław                     | 3:0 (25:11, 25:13, 25:14)               | Budowlani Toruń                   | 700    | Katarzyna Konieczna       |
| 22.01.2017  | 17:00 | Budowlani Łódź                    | 3:0 (25:18, 25:15, 25:17)               | ŁKS Commercecon Łódź              | 4500   | Kaja Grobelna             |
| 18. kolejka |       |                                   |                                         |                                   |        |                           |
| 28.01.2017  | 17:00 | KSZO Ostrowiec Świętokrzyski      | 0:3 (22:25, 20:25, 18:25)               | Chemik Police                     | 900    | Agnieszka Bednarek-Kasza  |
| 28.01.2017  | 18:00 | BKS Stal Bielsko-Biała            | 0:3 (22:25, 23:25, 13:25)               | Budowlani Łódź                    | 600    | Kaja Grobelna             |
| 28.01.2017  | 18:00 | ŁKS Commercecon Łódź              | 3:1 (25:23, 25:15, 18:25, 25:14)        | Polski Cukier Muszynianka Muszyna | 950    | Izabela Kowalińska        |
| 28.01.2017  | 18:00 | Legionovia Legionowo              | 3:2 (28:26, 25:21, 14:25, 26:28, 15:8)  | KS Pałac Bydgoszcz                | 800    | Alicja Grabka             |
| 29.01.2017  | 14:45 | Impel Wrocław                     | 3:1 (26:24, 22:25, 25:16, 25:19)        | Trefl Sopot                       | 700    | Joanna Kaczor             |
| 29.01.2017  | 15:00 | KS Developres Rzeszów             | 3:0 (25:21, 25:17, 25:10)               | PTPS Piła                         | 1000   | Lucyna Borek              |
| 29.01.2017  | 17:00 | Budowlani Toruń                   | 1:3 (19:25, 25:20, 23:25, 20:25)        | Tauron MKS Dąbrowa Górnicza       | 460    | Tamara Kaliszuk           |
| 19. kolejka |       |                                   |                                         |                                   |        |                           |
| 10.02.2017  | 18:00 | Budowlani Łódź                    | 3:1 (19:25, 25:21, 25:12, 25:20)        | Budowlani Toruń                   | 1250   | Sylwia Pycia              |
| 11.02.2017  | 16:00 | KS Pałac Bydgoszcz                | 1:3 (17:25, 18:25, 25:21, 18:25)        | KS Developres Rzeszów             | 900    | Kremena Kamenowa          |
| 11.02.2017  | 17:00 | Tauron MKS Dąbrowa Górnicza       | 2:3 (25:17, 11:25, 25:23, 18:25, 12:15) | Impel Wrocław                     | 1500   | Agata Sawicka             |
| 11.02.2017  | 17:00 | Polski Cukier Muszynianka Muszyna | 3:2 (25:16, 16:25, 23:25, 25:21, 22:20) | BKS Stal Bielsko-Biała            | 500    | Magdalena Wawrzyniak      |
| 11.02.2017  | 18:00 | PTPS Piła                         | 2:3 (25:20, 21:25, 25:19, 11:25, 13:15) | KSZO Ostrowiec Świętokrzyski      | 1100   | Roksana Brzóska           |
| 11.02.2017  | 20:00 | Legionovia Legionowo              | 2:3 (25:23, 20:25, 25:22, 20:25, 8:15)  | Trefl Sopot                       | 700    | Beata Mielczarek          |
| 12.02.2017  | 19:00 | Chemik Police                     | 3:2 (22:25, 25:21, 20:25, 25:19, 15:7)  | ŁKS Commercecon Łódź              | 1672   | Agnieszka Bednarek-Kasza  |
| 20. kolejka |       |                                   |                                         |                                   |        |                           |
| 05.02.2017  | 18:00 | ŁKS Commercecon Łódź              | 3:1 (25:17, 25:18, 21:25, 25:17)        | PTPS Piła                         | 1200   | Lucie Mühlsteinová        |
| 15.02.2017  | 18:00 | KS Developres Rzeszów             | 3:0 (25:20, 25:19, 25:16)               | Legionovia Legionowo              | 1200   | Anna Kaczmar              |
| 15.02.2017  | 18:00 | Budowlani Toruń                   | 3:0 (25:20, 25:19, 25:21)               | Polski Cukier Muszynianka Muszyna | 750    | Marta Wójcik              |
| 15.02.2017  | 18:00 | BKS Stal Bielsko-Biała            | 1:3 (18:25, 23:25, 25:23, 17:25)        | Chemik Police                     | 1100   | Madelaynne Montaño        |
| 15.02.2017  | 18:00 | KSZO Ostrowiec Świętokrzyski      | 3:2 (12:25, 25:19, 25:13, 18:25, 15:9)  | KS Pałac Bydgoszcz                | 760    | Joanna Kapturska          |
| 15.02.2017  | 18:30 | Trefl Sopot                       | 1:3 (22:25, 16:25, 25:16, 17:25)        | Tauron MKS Dąbrowa Górnicza       | 600    | Kamila Ganszczyk          |
| 15.02.2017  | 20:30 | Impel Wrocław                     | 3:1 (25:19, 25:23, 23:25, 25:21)        | Budowlani Łódź                    | 1200   | Monika Ptak               |
| 21. kolejka |       |                                   |                                         |                                   |        |                           |
| 18.02.2017  | 17:00 | Chemik Police                     | 3:1 (23:25, 26:24, 25:23, 25:17)        | Budowlani Toruń                   | 1244   | Jelena Blagojević         |
| 19.02.2017  | 14:45 | Polski Cukier Muszynianka Muszyna | 0:3 (21:25, 23:25, 22:25)               | Impel Wrocław                     | 700    | Katarzyna Konieczna       |
| 19.02.2017  | 15:00 | KS Developres Rzeszów             | 3:0 (25:12, 25:17, 25:17)               | Trefl Sopot                       | 1912   | Kremena Kamenowa          |
| 19.02.2017  | 17:00 | Legionovia Legionowo              | 3:2 (25:21, 25:20, 21:25, 17:25, 15:9)  | KSZO Ostrowiec Świętokrzyski      | 800    | Monika Bociek             |
| 19.02.2017  | 20:30 | Budowlani Łódź                    | 3:0 (25:15, 25:23, 25:8)                | Tauron MKS Dąbrowa Górnicza       | 2075   | Kaja Grobelna             |
| 20.02.2017  | 18:00 | KS Pałac Bydgoszcz                | 0:3 (17:25, 13:25, 17:25)               | ŁKS Commercecon Łódź              | 900    | Izabela Kowalińska        |
| 20.02.2017  | 18:00 | PTPS Piła                         | 1:3 (15:25, 25:19, 18:25, 16:25)        | BKS Stal Bielsko-Biała            | 940    | Aleksandra Trojan         |
| 22. kolejka |       |                                   |                                         |                                   |        |                           |
| 25.02.2017  | 17:00 | Tauron MKS Dąbrowa Górnicza       | 3:0 (25:15, 25:18, 25:21)               | Polski Cukier Muszynianka Muszyna | 1000   | Kathleen Weiß             |
| 25.02.2017  | 17:00 | KSZO Ostrowiec Świętokrzyski      | 1:3 (25:22, 18:25, 20:25, 14:25)        | KS Developres Rzeszów             | 638    | Katarzyna Mróz            |
| 26.02.2017  | 17:00 | Budowlani Toruń                   | 3:1 (19:25, 25:17, 25:22, 25:8)         | PTPS Piła                         | 567    | Rebecca Pavan             |
| 26.02.2017  | 18:00 | BKS Stal Bielsko-Biała            | 3:1 (25:17, 17:25, 25:21, 28:26)        | KS Pałac Bydgoszcz                | 750    | Emilia Mucha              |
| 26.02.2017  | 18:30 | Trefl Sopot                       | 2:3 (7:25, 18:25, 25:23, 25:17, 8:15)   | Budowlani Łódź                    | 650    | Kaja Grobelna             |
| 27.02.2017  | 18:00 | ŁKS Commercecon Łódź              | 3:0 (25:15, 27:25, 25:23)               | Legionovia Legionowo              | 2000   | Izabela Kowalińska        |
| 21.03.2017  | 18:00 | Impel Wrocław                     | 3:1 (25:21, 22:25, 25:21, 25:19)        | Chemik Police                     | 2500   | Katarzyna Konieczna       |
| 23. kolejka |       |                                   |                                         |                                   |        |                           |
| 04.03.2017  | 18:00 | PTPS Piła                         | 0:3 (7:25, 27:29, 16:25)                | Impel Wrocław                     | 960    | Monika Ptak               |
| 04.03.2017  | 18:00 | KS Pałac Bydgoszcz                | 1:3 (19:25, 25:16, 20:25, 23:25)        | Budowlani Toruń                   | 750    | Marta Wójcik              |
| 05.03.2017  | 14:45 | Chemik Police                     | 3:0 (25:18, 25:18, 26:24)               | Tauron MKS Dąbrowa Górnicza       | 2100   | Katarzyna Zaroślińska     |
| 05.03.2017  | 17:00 | Legionovia Legionowo              | 2:3 (25:11, 23:25, 23:25, 25:22, 13:15) | BKS Stal Bielsko-Biała            | 700    | Emilia Mucha              |
| 05.03.2017  | 17:00 | KSZO Ostrowiec Świętokrzyski      | 3:2 (17:25, 25:12, 22:25, 26:24, 15:10) | Trefl Sopot                       | 750    | Dorota Ściurka            |
| 05.03.2017  | 17:00 | KS Developres Rzeszów             | 3:0 (25:18, 25:15, 25:18)               | ŁKS Commercecon Łódź              | 2047   | Adela Helić               |
| 06.03.2017  | 18:00 | Polski Cukier Muszynianka Muszyna | 1:3 (25:27, 24:26, 25:21, 18:25)        | Budowlani Łódź                    | 400    | Paulina Maj-Erwardt       |
| 24. kolejka |       |                                   |                                         |                                   |        |                           |
| 10.03.2017  | 18:00 | Tauron MKS Dąbrowa Górnicza       | 3:0 (25:17, 25:11, 25:23)               | PTPS Piła                         | 1000   | Tamara Kaliszuk           |
| 11.03.2017  | 17:00 | Budowlani Toruń                   | 3:1 (25:15, 28:26, 17:25, 25:19)        | Legionovia Legionowo              | 500    | Marta Wójcik              |
| 11.03.2017  | 18:00 | ŁKS Commercecon Łódź              | 3:0 (25:23, 25:18, 25:20)               | KSZO Ostrowiec Świętokrzyski      | 900    | Krystyna Strasz           |
| 12.03.2017  | 14:45 | Budowlani Łódź                    | 3:1 (25:23, 25:18, 19:25, 25:23)        | Chemik Police                     | 4900   | Kaja Grobelna             |
| 12.03.2017  | 17:00 | Impel Wrocław                     | 3:2 (23:25, 25:20, 17:25, 25:11, 15:8)  | KS Pałac Bydgoszcz                | 700    | Maria Stenzel             |
| 12.03.2017  | 18:00 | BKS Stal Bielsko-Biała            | 3:2 (25:17, 13:25, 25:16, 21:25, 17:15) | KS Developres Rzeszów             | 800    | Emilia Mucha              |
| 13.03.2017  | 18:00 | Trefl Sopot                       | 3:2 (25:19, 26:24, 25:27, 25:27, 15:9)  | Polski Cukier Muszynianka Muszyna | 9137   | Karolina Goliat           |
| 25. kolejka |       |                                   |                                         |                                   |        |                           |
| 15.03.2017  | 18:00 | Chemik Police                     | 3:0 (29:27, 25:17, 25:20)               | Polski Cukier Muszynianka Muszyna | 1154   | Katarzyna Gajgał-Anioł    |
| 16.03.2017  | 19:00 | Legionovia Legionowo              | 1:3 (25:20, 9:25, 12:25, 17:25)         | Impel Wrocław                     | 600    | Katarzyna Konieczna       |
| 17.03.2017  | 18:00 | Budowlani Toruń                   | 3:2 (18:25, 14:25, 25:15, 25:18, 15:9)  | KS Developres Rzeszów             | 300    | Marta Wójcik              |
| 18.03.2017  | 17:00 | KSZO Ostrowiec Świętokrzyski      | 0:3 (21:25, 16:25, 17:25)               | BKS Stal Bielsko-Biała            | 1100   | Magdalena Gryka           |
| 18.03.2017  | 18:00 | ŁKS Commercecon Łódź              | 3:2 (20:25, 29:27, 25:20, 24:26, 15:13) | Trefl Sopot                       | 800    | Izabela Kowalińska        |
| 19.03.2017  | 14:45 | KS Pałac Bydgoszcz                | 0:3 (18:25, 13:25, 18:25)               | Tauron MKS Dąbrowa Górnicza       | 550    | Marta Ciesiulewicz        |
| 20.03.2017  | 18:00 | PTPS Piła                         | 0:3 (21:25, 18:25, 17:25)               | Budowlani Łódź                    | 720    | Martyna Grajber           |
| 26. kolejka |       |                                   |                                         |                                   |        |                           |
| 25.03.2017  | 18:00 | BKS Stal Bielsko-Biała            | 3:0 (25:16, 25:15, 25:18)               | ŁKS Commercecon Łódź              | 1000   | Natalia Skrzypkowska      |
| 26.03.2017  | 14:45 | Polski Cukier Muszynianka Muszyna | 3:1 (25:12, 25:17, 21:25, 25:16)        | PTPS Piła                         | 300    | Marina Cvetanović         |
| 26.03.2017  | 15:00 | Trefl Sopot                       | 3:2 (25:23, 25:22, 21:25, 17:25, 15:13) | Chemik Police                     | 1000   | Justyna Łukasik           |
| 26.03.2017  | 17:00 | Budowlani Toruń                   | 3:2 (20:25, 21:25, 25:19, 25:16, 15:8)  | KSZO Ostrowiec Świętokrzyski      | 309    | Marta Wójcik              |
| 27.03.2017  | 18:00 | Budowlani Łódź                    | 3:0 (25:12, 25:20, 25:17)               | KS Pałac Bydgoszcz                | 900    | Martyna Grajber           |
| 27.03.2017  | 20:30 | Tauron MKS Dąbrowa Górnicza       | 3:1 (19:25, 25:21, 25:20, 25:17)        | Legionovia Legionowo              | 600    | Marta Ciesiulewicz        |
| 28.03.2017  | 18:00 | KS Developres Rzeszów             | 3:0 (25:22, 25:23, 25:22)               | Impel Wrocław                     | 1000   | Adela Helić               |

#### Tabela
| Lp. | Drużyna                                  | Pkt | Mecze | Mecze | Mecze | Rodzaj wyniku | Rodzaj wyniku | Rodzaj wyniku | Rodzaj wyniku | Rodzaj wyniku | Rodzaj wyniku | Sety | Sety | Sety  | Małe punkty | Małe punkty | Małe punkty |
| Lp. | Drużyna                                  | Pkt | M     | W     | P     | 3:0           | 3:1           | 3:2           | 2:3           | 1:3           | 0:3           | wyg. | prz. | stos. | zdob.       | str.        | stos.       |
| --- | ---------------------------------------- | --- | ----- | ----- | ----- | ------------- | ------------- | ------------- | ------------- | ------------- | ------------- | ---- | ---- | ----- | ----------- | ----------- | ----------- |
| 1   | KPS Chemik Police                        | 67  | 26    | 23    | 3     | 13            | 7             | 3             | 1             | 2             | 0             | 73   | 22   | 3.32  | 2264        | 1868        | 1.21        |
| 2   | Impel Wrocław                            | 64  | 26    | 21    | 5     | 10            | 9             | 2             | 3             | 0             | 2             | 69   | 28   | 2.46  | 2279        | 1905        | 1.2         |
| 3   | Beef Master Budowlani Łódź               | 62  | 26    | 22    | 4     | 12            | 5             | 5             | 1             | 2             | 1             | 70   | 27   | 2.59  | 2235        | 1919        | 1.16        |
| 4   | KS Developres Rzeszów                    | 53  | 26    | 17    | 9     | 11            | 4             | 2             | 4             | 2             | 3             | 61   | 35   | 1.74  | 2171        | 1867        | 1.16        |
| 5   | Tauron Banimex MKS Dąbrowa Górnicza      | 49  | 26    | 17    | 9     | 9             | 4             | 4             | 2             | 3             | 4             | 58   | 39   | 1.49  | 2096        | 1994        | 1.05        |
| 6   | ŁKS Commercecon Łódź                     | 39  | 26    | 13    | 13    | 4             | 6             | 3             | 3             | 3             | 7             | 48   | 51   | 0.94  | 2137        | 2203        | 0.97        |
| 7   | BKS Aluprof Bielsko-Biała                | 31  | 26    | 11    | 15    | 3             | 3             | 5             | 3             | 8             | 4             | 47   | 58   | 0.81  | 2184        | 2294        | 0.95        |
| 8   | Budowlani Toruń                          | 31  | 26    | 11    | 15    | 3             | 5             | 3             | 1             | 6             | 8             | 41   | 56   | 0.73  | 2010        | 2162        | 0.93        |
| 9   | Polski Cukier Muszynianka Fakro Bank BPS | 29  | 26    | 11    | 15    | 1             | 4             | 6             | 2             | 4             | 9             | 41   | 61   | 0.67  | 2117        | 2277        | 0.93        |
| 10  | Atom Trefl Sopot                         | 26  | 26    | 9     | 17    | 2             | 2             | 5             | 4             | 6             | 7             | 41   | 63   | 0.65  | 2155        | 2324        | 0.93        |
| 11  | PGNiG Nafta Piła                         | 26  | 26    | 8     | 18    | 4             | 3             | 1             | 3             | 5             | 10            | 35   | 59   | 0.59  | 1918        | 2120        | 0.9         |
| 12  | KS Pałac Bydgoszcz                       | 26  | 26    | 7     | 19    | 3             | 4             | 0             | 5             | 8             | 6             | 39   | 61   | 0.64  | 2047        | 2224        | 0.92        |
| 13  | AZS KSZO Ostrowiec Świętokrzyski         | 23  | 26    | 7     | 19    | 2             | 1             | 4             | 6             | 6             | 7             | 39   | 66   | 0.59  | 2124        | 2334        | 0.91        |
| 14  | Siódemka SK bank Legionovia              | 20  | 26    | 5     | 21    | 1             | 2             | 2             | 7             | 4             | 10            | 33   | 69   | 0.48  | 2059        | 2305        | 0.89        |

Źródło: orlenliga.pl (pol.)
Punktacja: 3:0 i 3:1 – 3 pkt; 3:2 – 2 pkt; 2:3 – 1 pkt; 1:3 i 0:3 – 0 pkt
Zasady ustalania kolejności: 1. liczba punktów; 2. stosunek setów; 3. stosunek małych punktów; 4. bilans w bezpośrednich meczach
     półfinał
     mecze o miejsca 5-14

### Faza play-off

#### Półfinały
(do 2 zwycięstw)
| Data       | Godz. | Gospodarz             | Rezultat                  | Gość                  | Widzów | MVP                |
| ---------- | ----- | --------------------- | ------------------------- | --------------------- | ------ | ------------------ |
| 03.04.2017 | 18:00 | KS Developres Rzeszów | 0:3 (24:26, 18:25, 20:25) | PSPS Chemik Police    | 2010   | Joanna Wołosz      |
| 08.04.2017 | 14:45 | PSPS Chemik Police    | 3:0 (25:10, 25:17, 25:19) | KS Developres Rzeszów | 3759   | Aleksandra Jagieło |

| Data       | Godz. | Gospodarz      | Rezultat                               | Gość           | Widzów | MVP           |
| ---------- | ----- | -------------- | -------------------------------------- | -------------- | ------ | ------------- |
| 04.04.2017 | 20:30 | Budowlani Łódź | 3:1 (18:25, 25:22, 25:20, 25:22)       | Impel Wrocław  | 1750   | Kaja Grobelna |
| 10.04.2017 | 18:00 | Impel Wrocław  | 2:3 (22:25, 25:9, 25:18, 22:25, 10:15) | Budowlani Łódź | 2500   | Kaja Grobelna |

#### Mecze o 5. miejsce
(do 2 zwycięstw)
| Data       | Godz. | Gospodarz            | Rezultat                  | Gość                 | Widzów | MVP                  |
| ---------- | ----- | -------------------- | ------------------------- | -------------------- | ------ | -------------------- |
| 30.03.2017 | 18:00 | ŁKS Commercecon Łódź | 0:3 (19:25, 21:25, 17:25) | MKS Dąbrowa Górnicza | 1300   | Kathleen Weiß        |
| 07.04.2017 | 18:00 | MKS Dąbrowa Górnicza | 3:0 (25:16, 25:18, 25:21) | ŁKS Commercecon Łódź | 1000   | Eleonora Dziękiewicz |

#### Mecze o 7. miejsce
(do 2 zwycięstw)
| Data       | Godz. | Gospodarz                 | Rezultat                                                 | Gość                      | Widzów | MVP            |
| ---------- | ----- | ------------------------- | -------------------------------------------------------- | ------------------------- | ------ | -------------- |
| 03.04.2017 | 18:00 | Budowlani Toruń           | 3:2 (22:25, 22:25, 25:19, 25:23, 15:10)                  | BKS Aluprof Bielsko-Biała | 300    | Maryna Pauława |
| 09.04.2017 | 18:00 | BKS Aluprof Bielsko-Biała | 3:2 (28:30, 25:22, 25:21, 20:25, 15:11 złoty set: 15:12) | Budowlani Toruń           | 1000   | Soňa Mikysková |

#### Mecze o 9. miejsce
(do 2 zwycięstw)
| Data       | Godz. | Gospodarz                         | Rezultat                                | Gość                              | Widzów | MVP            |
| ---------- | ----- | --------------------------------- | --------------------------------------- | --------------------------------- | ------ | -------------- |
| 02.04.2017 | 15:00 | Trefl Sopot                       | 3:2 (25:15, 18:25, 15:25, 25:19, 15:11) | Polski Cukier Muszynianka Muszyna |        | Monika Fedusio |
| 08.04.2017 | 17:00 | Polski Cukier Muszynianka Muszyna | 1:3 (11:25, 25:17, 23:25, 13:25)        | Trefl Sopot                       | 420    | Alicja Wójcik  |

#### Mecze o 11. miejsce
(do 2 zwycięstw)
| Data       | Godz. | Gospodarz          | Rezultat                                | Gość               | Widzów | MVP               |
| ---------- | ----- | ------------------ | --------------------------------------- | ------------------ | ------ | ----------------- |
| 03.04.2017 | 18:00 | KS Pałac Bydgoszcz | 1:3 (25:16, 22:25, 19:25, 20:25)        | PTPS Piła          | 250    | Anita Kwiatkowska |
| 07.04.2017 | 18:00 | PTPS Piła          | 2:3 (25:21, 25:19, 20:25, 24:26, 12:15) | KS Pałac Bydgoszcz | 750    | Marta Ziółkowska  |

#### Mecze o 13. miejsce
(do 2 zwycięstw)
| Data       | Godz. | Gospodarz                        | Rezultat                                   | Gość                             | Widzów | MVP                |
| ---------- | ----- | -------------------------------- | ------------------------------------------ | -------------------------------- | ------ | ------------------ |
| 02.04.2017 | 17:00 | Siódemka SK bank Legionovia      | 3:1 (26:24, 20:25, 25:18, 25:16)           | AZS KSZO Ostrowiec Świętokrzyski | 500    | Klaudia Alagierska |
| 08.04.2017 | 17:00 | AZS KSZO Ostrowiec Świętokrzyski | 3:0 (25:22, 28:26, 25:18 złoty set: 13:15) | Siódemka SK bank Legionovia      | 680    | Monika Bociek      |

#### Mecze o 1. miejsce
(do 2 zwycięstw)
| Data       | Godz. | Gospodarz          | Rezultat                         | Gość               | Widzów | MVP                   |
| ---------- | ----- | ------------------ | -------------------------------- | ------------------ | ------ | --------------------- |
| 14.04.2017 | 20:30 | Budowlani Łódź     | 0:3 (14:25, 18:25, 17:25)        | PSPS Chemik Police | 4500   | Katarzyna Zaroślińska |
| 19.04.2017 | 20:30 | PSPS Chemik Police | 3:1 (25:19, 25:20, 22:25, 26:24) | Budowlani Łódź     | 5000   | Aleksandra Jagieło    |

#### Mecze o 3. miejsce
(do 2 zwycięstw)
| Data       | Godz. | Gospodarz             | Rezultat                                | Gość                  | Widzów | MVP              |
| ---------- | ----- | --------------------- | --------------------------------------- | --------------------- | ------ | ---------------- |
| 13.04.2017 | 18:00 | KS Developres Rzeszów | 3:2 (25:15, 23:25, 25:21, 14:25, 16:14) | Impel Wrocław         | 700    | Adela Helić      |
| 19.04.2017 | 18:00 | Impel Wrocław         | 0:3 (20:25, 16:25, 17:25)               | KS Developres Rzeszów | 1300   | Kremena Kamenowa |

### Baraże
(do 3 zwycięstw)
| Data       | Godz. | Gospodarz                        | Rezultat                               | Gość                             | Widzów | MVP              |
| ---------- | ----- | -------------------------------- | -------------------------------------- | -------------------------------- | ------ | ---------------- |
| 22.04.2017 | 20:30 | AZS KSZO Ostrowiec Świętokrzyski | 3:1 (25:20, 14:25, 25:23, 25:12)       | Wisła Warszawa                   | 520    | Joanna Kapturska |
| 23.04.2017 | 17:00 | AZS KSZO Ostrowiec Świętokrzyski | 2:3 (15:25, 25:17, 25:21, 22:25, 9:15) | Wisła Warszawa                   | 650    | Alena Łaziuk     |
| 27.04.2017 | 14:00 | Wisła Warszawa                   | 0:3 (19:25, 23:25, 21:25)              | AZS KSZO Ostrowiec Świętokrzyski | 235    |                  |
| 28.04.2017 | 13:00 | Wisła Warszawa                   | 0:3 (23:25, 22:25, 21:25)              | AZS KSZO Ostrowiec Świętokrzyski | 156    |                  |

## Klasyfikacja końcowa
| Lp. | Drużyna                           |
| --- | --------------------------------- |
| 1   | PSPS Chemik Police                |
| 2   | Budowlani Łódź                    |
| 3   | KS Developres Rzeszów             |
| 4   | Impel Wrocław                     |
| 5   | MKS Dąbrowa Górnicza              |
| 6   | ŁKS Commercecon Łódź              |
| 7   | BKS Aluprof Bielsko-Biała         |
| 8   | Budowlani Toruń                   |
| 9   | Trefl Sopot                       |
| 10  | Polski Cukier Muszynianka Muszyna |
| 11  | PGNiG Nafta Piła                  |
| 12  | KS Pałac Bydgoszcz                |
| 13  | Siódemka SK bank Legionovia       |
| 14  | KSZO Ostrowiec Świętokrzyski      |

## Składy drużyn

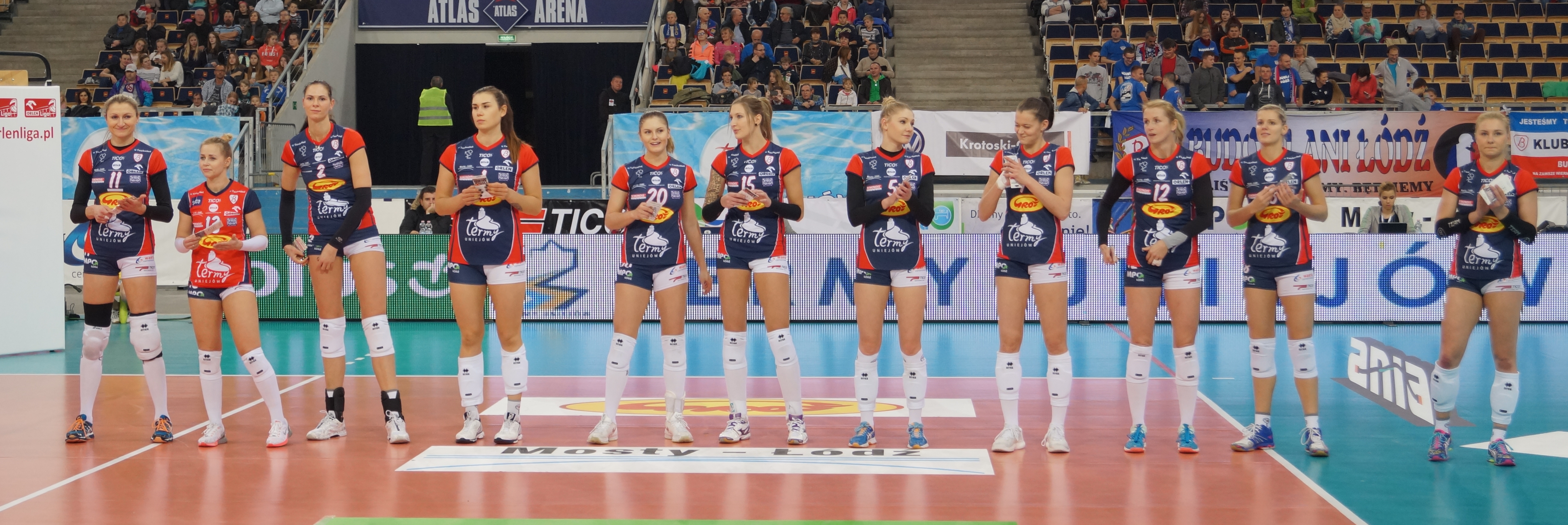
Zawodniczki Budowlanych Łódź w sezonie 2016/2017

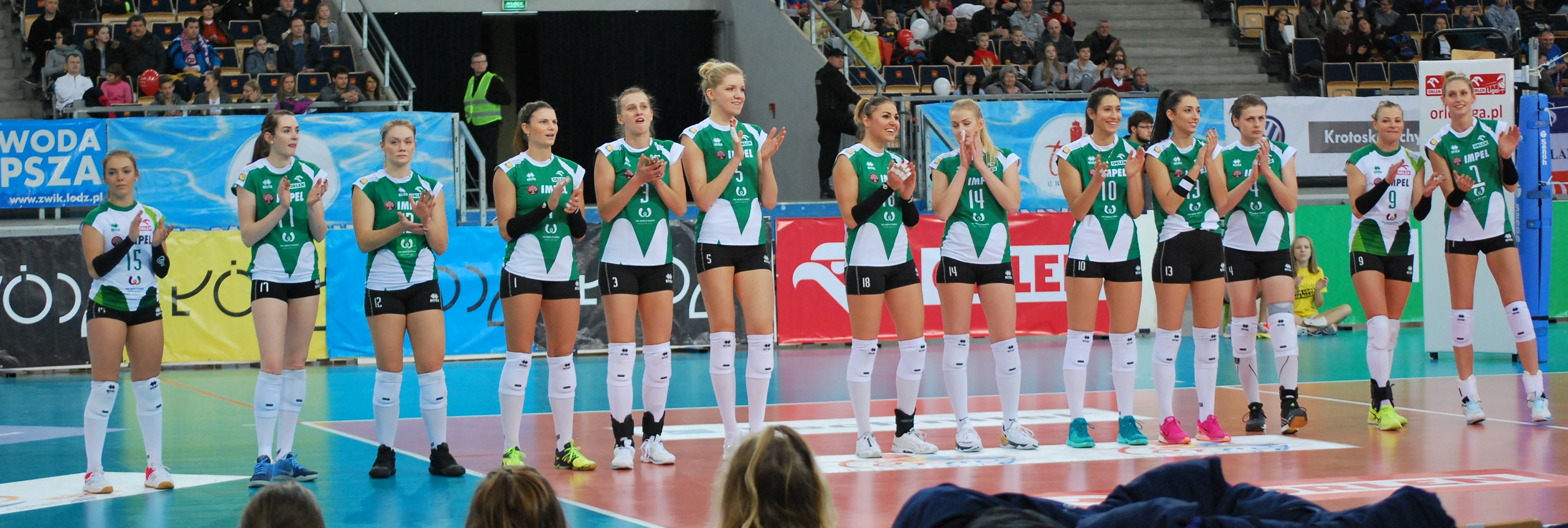
Zawodniczki Impelu Wrocław w sezonie 2016/2017

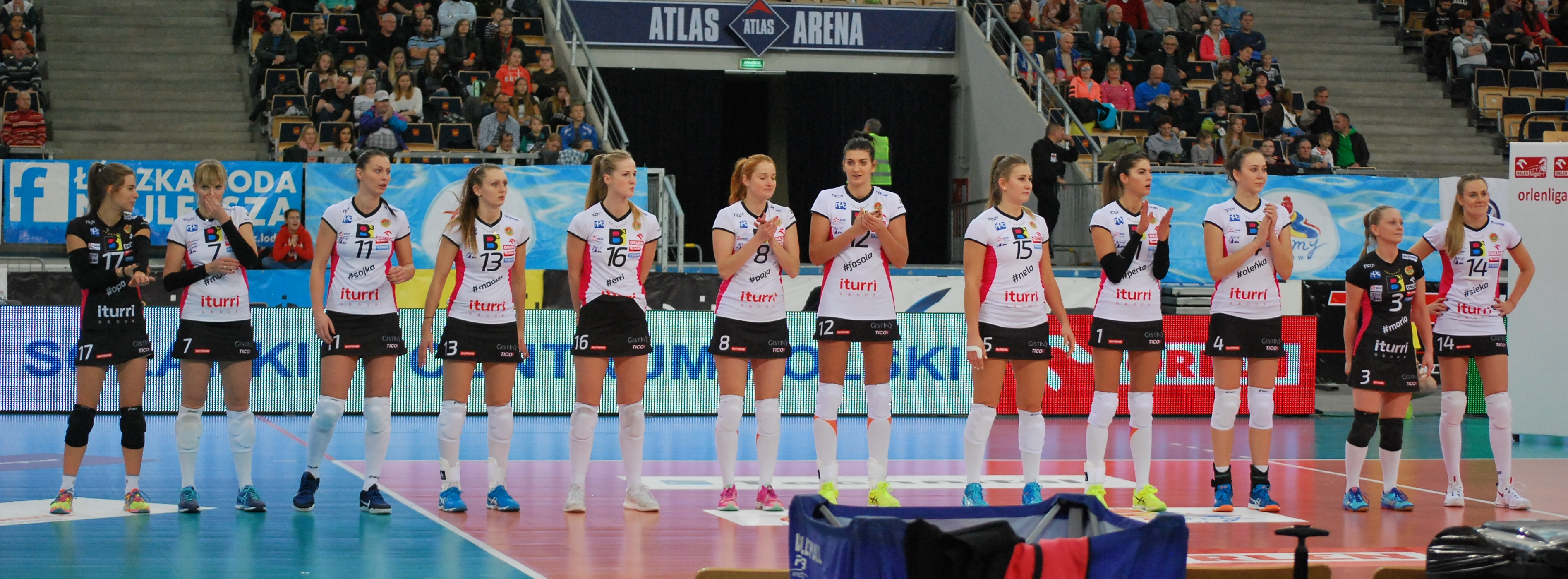
Zawodniczki BKS-u Profi Credit Bielsko-Biała w sezonie 2016/2017

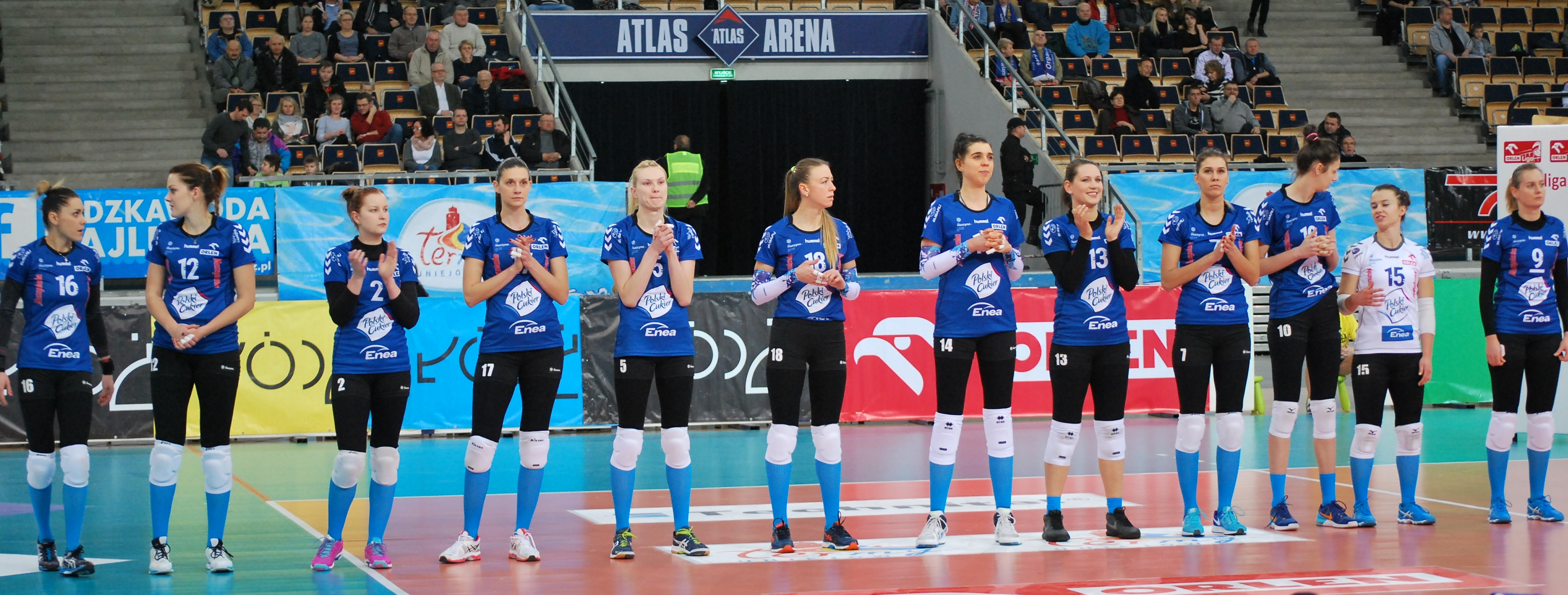
Zawodniczki Polskiego Cukru Muszynianki Muszyna w sezonie 2016/2017

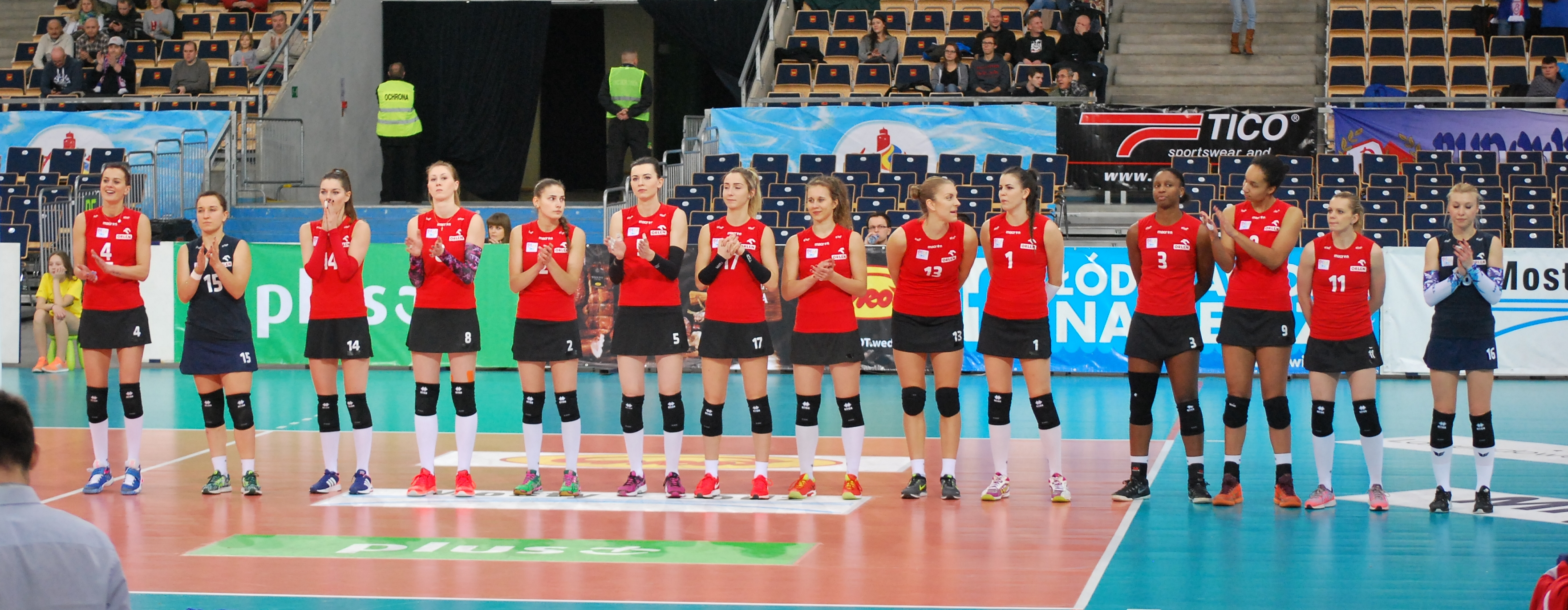
Zawodniczki Enea PTPS Piła w sezonie 2016/2017

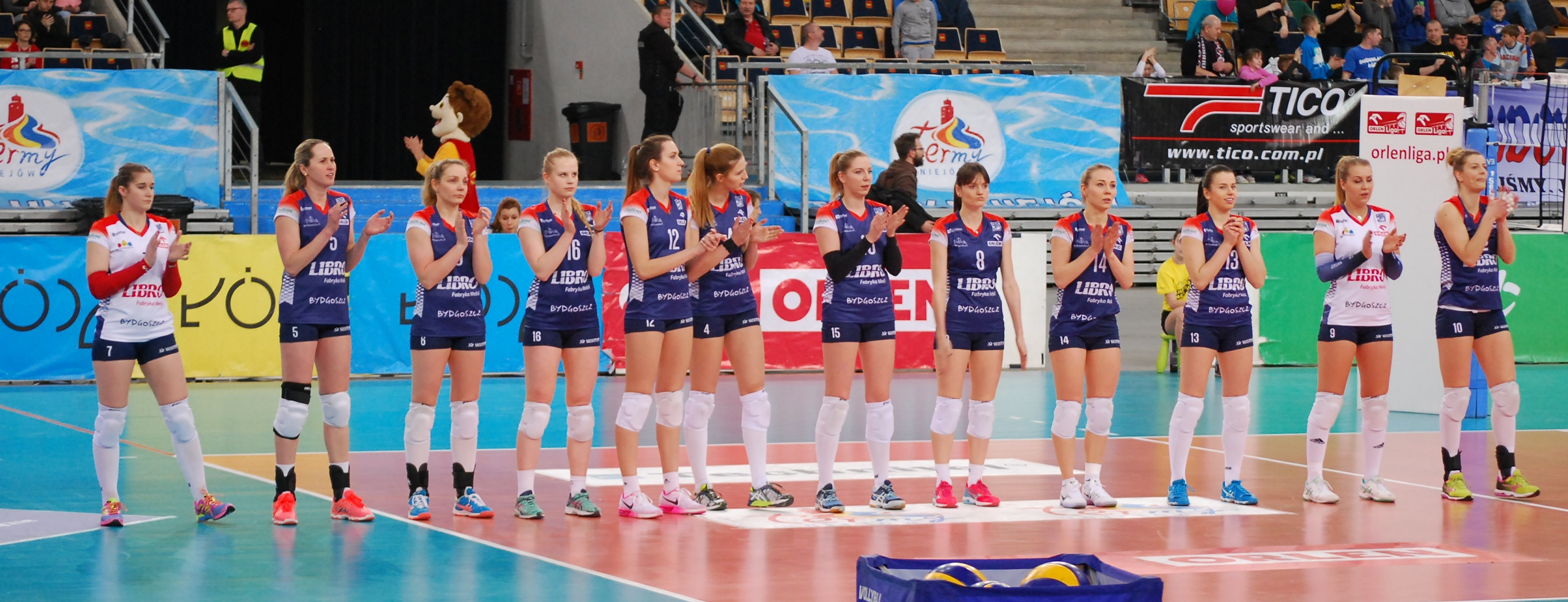
Zawodniczki Pałac Bydgoszcz w sezonie 2016/2017

| Chemik Police | Chemik Police            | Chemik Police    | Chemik Police    | Chemik Police    |
| Nr            | Imię i nazwisko          | Data ur.         | Wzrost           | Pozycja          |
| ------------- | ------------------------ | ---------------- | ---------------- | ---------------- |
| 1             | Anna Werblińska          | 14.05.1984       | 178              | przyjmująca      |
| 2             | Mariola Zenik            | 03.07.1982       | 173              | libero           |
| 3             | Madelaynne Montaño       | 06.01.1983       | 185              | atakująca        |
| 4             | Katarzyna Gajgał-Anioł   | 21.09.1981       | 190              | środkowa         |
| 6             | Agnieszka Bednarek-Kasza | 20.02.1986       | 186              | środkowa         |
| 7             | Malwina Smarzek          | 03.06.1996       | 191              | przyjmująca      |
| 8             | Izabela Bełcik           | 29.11.1980       | 186              | rozgrywająca     |
| 11            | Stefana Veljković        | 09.01.1990       | 190              | środkowa         |
| 13            | Nikola Abramajtys        | 13.02.1997       | 186              | środkowa         |
| 14            | Joanna Wołosz            | 07.04.1990       | 181              | rozgrywająca     |
| 15            | Jelena Blagojević        | 01.12.1988       | 181              | przyjmująca      |
| 16            | Aleksandra Jagieło       | 02.06.1980       | 180              | przyjmująca      |
| 17            | Aleksandra Krzos         | 23.06.1989       | 181              | libero           |
| 18            | Katarzyna Zaroślińska    | 03.02.1987       | 187              | atakująca        |
|               | Jakub Głuszak            | Trener           | Trener           | Trener           |
|               | Marek Mierzwiński        | Asystent trenera | Asystent trenera | Asystent trenera |

| Trefl Sopot | Trefl Sopot        | Trefl Sopot      | Trefl Sopot      | Trefl Sopot      |
| Nr          | Imię i nazwisko    | Data ur.         | Wzrost           | Pozycja          |
| ----------- | ------------------ | ---------------- | ---------------- | ---------------- |
| 2           | Beata Mielczarek   | 12.03.1991       | 177              | przyjmująca      |
| 3           | Martyna Łukasik    | 26.11.1999       | 185              | przyjmująca      |
| 4           | Karolina Bednarek  | 31.10.1988       | 190              | środkowa         |
| 5           | Daria Szczyrba     | 02.12.1998       | 180              | przyjmująca      |
| 6           | Małgorzata Skorupa | 16.09.1984       | 183              | środkowa         |
| 7           | Magdalena Damaske  | 19.02.1996       | 186              | przyjmująca      |
| 8           | Karolina Goliat    | 25.10.1996       | 189              | atakująca        |
| 9           | Alicja Wójcik      | 10.11.1994       | 186              | środkowa         |
| 10          | Dominika Mras      | 19.04.1996       | 181              | rozgrywająca     |
| 11          | Justyna Łukasik    | 27.01.1993       | 188              | środkowa         |
| 13          | Natalia Gajewska   | 14.05.1994       | 175              | rozgrywająca     |
| 16          | Klaudia Kulig      | 01.05.1997       | 173              | libero           |
| 17          | Anna Bodasińska    | 15.06.1998       | 172              | libero           |
|             |                    | Trener           |                  |                  |
|             | Piotr Olenderek    | Asystent trenera | Asystent trenera | Asystent trenera |

| Impel Wrocław | Impel Wrocław        | Impel Wrocław    | Impel Wrocław    | Impel Wrocław    |
| Nr            | Imię i nazwisko      | Data ur.         | Wzrost           | Pozycja          |
| ------------- | -------------------- | ---------------- | ---------------- | ---------------- |
| 1             | Andrea Kossanyiová   | 06.08.1993       | 185              | przyjmująca      |
| 3             | Monika Ptak          | 14.05.1990       | 187              | środkowa         |
| 4             | Katarzyna Konieczna  | 22.03.1985       | 184              | atakująca        |
| 5             | Agnieszka Kąkolewska | 17.10.1994       | 199              | środkowa         |
| 6             | Barbara Cembrzyńska  | 19.05.1997       | 185              | przyjmująca      |
| 7             | Joanna Kaczor        | 16.09.1984       | 191              | atakująca        |
| 9             | Agata Sawicka        | 17.01.1985       | 181              | libero           |
| 10            | Izabela Bałucka      | 15.02.1993       | 185              | środkowa         |
| 12            | Micha Hancock        | 10.11.1992       | 180              | rozgrywająca     |
| 13            | Adrianna Wysocka     | 12.06.1998       | 186              | rozgrywająca     |
| 14            | Natalia Mędrzyk      | 13.01.1992       | 184              | przyjmująca      |
| 15            | Magda Stasiak        | 10.07.1995       | 168              | libero           |
| 16            | Maria Stenzel        | 25.11.1998       | 168              | libero           |
| 17            | Megan Courtney       | 27.10.1993       | 186              | przyjmująca      |
| 18            | Aleksandra Sikorska  | 28.04.1993       | 186              | przyjmująca      |
|               | Marek Solarewicz     | Trener           | Trener           | Trener           |
|               | Wojciech Kurczyński  | Asystent trenera | Asystent trenera | Asystent trenera |

| Tauron MKS Dąbrowa Górnicza | Tauron MKS Dąbrowa Górnicza | Tauron MKS Dąbrowa Górnicza | Tauron MKS Dąbrowa Górnicza | Tauron MKS Dąbrowa Górnicza |
| Nr                          | Imię i nazwisko             | Data ur.                    | Wzrost                      | Pozycja                     |
| --------------------------- | --------------------------- | --------------------------- | --------------------------- | --------------------------- |
| 1                           | Noris Cabrera               | 25.10.1986                  | 182                         | przyjmująca                 |
| 2                           | Helena Horká                | 15.06.1981                  | 190                         | atakująca                   |
| 3                           | Regan Hood                  | 10.08.1983                  | 188                         | przyjmująca                 |
| 6                           | Eleonora Dziękiewicz        | 25.10.1978                  | 185                         | środkowa                    |
| 7                           | Anna Miros                  | 30.10.1985                  | 196                         | atakująca                   |
| 8                           | Daria Paszek                | 30.08.1991                  | 185                         | przyjmująca                 |
| 10                          | Marta Ciesiulewicz          | 06.03.1995                  | 183                         | przyjmująca                 |
| 11                          | Izabela Lemańczyk           | 11.12.1990                  | 169                         | libero                      |
| 12                          | Kathleen Weiß               | 02.02.1984                  | 171                         | rozgrywająca                |
| 13                          | Kamila Ganszczyk            | 02.12.1991                  | 191                         | środkowa                    |
| 14                          | Tamara Kaliszuk             | 20.03.1990                  | 182                         | atakująca                   |
| 15                          | Dominika Sobolska           | 03.12.1991                  | 187                         | środkowa                    |
| 16                          | Kinga Drabek                | 10.05.1998                  | 169                         | libero                      |
| 18                          | Yael Castiglione            | 27.09.1985                  | 184                         | rozgrywająca                |
| 19                          | Aleksandra Sikorska         | 28.04.1993                  | 186                         | środkowa                    |
|                             | Juan Manuel Serramalera     | Trener                      | Trener                      | Trener                      |
|                             | Magdalena Śliwa             | Asystent trenera            | Asystent trenera            | Asystent trenera            |

| Budowlani Łódź | Budowlani Łódź         | Budowlani Łódź   | Budowlani Łódź   | Budowlani Łódź   |
| Nr             | Imię i nazwisko        | Data ur.         | Wzrost           | Pozycja          |
| -------------- | ---------------------- | ---------------- | ---------------- | ---------------- |
| 1              | Sylwia Pelc            | 30.11.1990       | 189              | środkowa         |
| 2              | Gabriela Polańska      | 27.11.1988       | 199              | środkowa         |
| 5              | Monika Kutyła          | 17.04.1993       | 182              | atakująca        |
| 6              | Ewelina Tobiasz        | 06.02.1994       | 178              | rozgrywająca     |
| 7              | Julia Twardowska       | 04.05.1995       | 188              | przyjmująca      |
| 8              | Natalia Strózik        | 23.08.1995       | 186              | przyjmująca      |
| 11             | Sylwia Pycia           | 20.04.1981       | 189              | środkowa         |
| 12             | Heike Beier            | 09.12.1983       | 184              | przyjmująca      |
| 13             | Paulina Maj-Erwardt    | 22.03.1987       | 166              | libero           |
| 15             | Kaja Grobelna          | 04.01.1995       | 188              | atakująca        |
| 18             | Pavla Vincourová       | 12.11.1992       | 180              | rozgrywająca     |
| 20             | Martyna Grajber        | 28.03.1995       | 182              | przyjmująca      |
|                | Błażej Krzyształowicz  | Trener           | Trener           | Trener           |
|                | Tadeusz Krzyształowicz | Asystent trenera | Asystent trenera | Asystent trenera |

| Polski Cukier Muszynianka Muszyna | Polski Cukier Muszynianka Muszyna | Polski Cukier Muszynianka Muszyna | Polski Cukier Muszynianka Muszyna | Polski Cukier Muszynianka Muszyna |
| Nr                                | Imię i nazwisko                   | Data ur.                          | Wzrost                            | Pozycja                           |
| --------------------------------- | --------------------------------- | --------------------------------- | --------------------------------- | --------------------------------- |
| 2                                 | Magdalena Szabó                   | 14.09.1989                        | 180                               | przyjmująca                       |
| 5                                 | Maja Savić                        | 14.08.1993                        | 189                               | środkowa                          |
| 6                                 | Anna Grejman                      | 08.06.1993                        | 183                               | przyjmująca                       |
| 7                                 | Magdalena Wawrzyniak              | 14.03.1990                        | 186                               | atakująca                         |
| 8                                 | Aleksandra Wójcik                 | 03.01.1994                        | 186                               | przyjmująca                       |
| 9                                 | Agnieszka Rabka                   | 30.08.1978                        | 178                               | rozgrywająca                      |
| 10                                | Nataša Čikiriz                    | 26.06.1995                        | 194                               | przyjmująca                       |
| 11                                | Aleksandra Pasznik                | 26.02.1990                        | 183                               | rozgrywająca                      |
| 12                                | Justyna Sosnowska                 | 14.06.1992                        | 188                               | środkowa                          |
| 14                                | Koleta Łyszkiewicz                | 22.01.1993                        | 194                               | atakująca                         |
| 15                                | Dorota Medyńska                   | 25.04.1993                        | 170                               | libero                            |
| 16                                | Dorota Wilk                       | 28.04.1988                        | 184                               | rozgrywająca                      |
| 17                                | Marina Cvetanović                 | 14.02.1986                        | 188                               | przyjmująca/atakująca             |
| 18                                | Tanja Sredić                      | 11.10.1991                        | 187                               | środkowa                          |
|                                   | Bogdan Serwiński                  | Trener                            | Trener                            | Trener                            |
|                                   | Ryszard Litwin                    | Asystent trenera                  | Asystent trenera                  | Asystent trenera                  |

| BKS Stal Bielsko-Biała | BKS Stal Bielsko-Biała    | BKS Stal Bielsko-Biała | BKS Stal Bielsko-Biała | BKS Stal Bielsko-Biała |
| Nr                     | Imię i nazwisko           | Data ur.               | Wzrost                 | Pozycja                |
| ---------------------- | ------------------------- | ---------------------- | ---------------------- | ---------------------- |
| 1                      | Natalia Perlińska         | 06.04.1988             | 190                    | środkowa               |
| 2                      | Joanna Staniucha-Szczurek | 05.12.1981             | 184                    | przyjmująca            |
| 3                      | Mariola Wojtowicz         | 04.01.1980             | 164                    | libero                 |
| 4                      | Aleksandra Wańczyk        | 01.01.1996             | 193                    | atakująca              |
| 6                      | Jaroslava Pencová         | 24.06.1990             | 191                    | środkowa               |
| 7                      | Natalia Skrzypkowska      | 23.02.1989             | 180                    | przyjmująca            |
| 8                      | Aleksandra Pasznik        | 26.02.1990             | 183                    | rozgrywająca           |
| 9                      | Erica Handley             | 22.04.1995             | 183                    | rozgrywająca           |
| 11                     | Soňa Mikysková            | 02.05.1989             | 189                    | atakująca              |
| 12                     | Aleksandra Trojan         | 06.06.1991             | 196                    | środkowa               |
| 13                     | Magdalena Gryka           | 28.03.1994             | 178                    | rozgrywająca           |
| 14                     | Ewelina Brzezińska        | 26.01.1988             | 182                    | przyjmująca            |
| 15                     | Kornelia Moskwa           | 30.10.1996             | 186                    | środkowa               |
| 16                     | Emilia Mucha              | 07.12.1993             | 186                    | przyjmująca            |
| 17                     | Aneta Wilczek             | 12.11.1997             | 176                    | przyjmująca            |
|                        | Tore Aleksandersen        | Trener                 | Trener                 | Trener                 |
|                        | Marcin Owczarski          | Asystent trenera       | Asystent trenera       | Asystent trenera       |

| PTPS Piła | PTPS Piła         | PTPS Piła        | PTPS Piła        | PTPS Piła        |
| Nr        | Imię i nazwisko   | Data ur.         | Wzrost           | Pozycja          |
| --------- | ----------------- | ---------------- | ---------------- | ---------------- |
| 1         | Karolina Piśla    | 08.05.1996       | 184              | przyjmująca      |
| 2         | Sylwia Kucharska  | 08.11.1995       | 178              | rozgrywająca     |
| 3         | Alexis Austin     | 21.04.1994       | 189              | przyjmująca      |
| 4         | Anita Kwiatkowska | 05.03.1985       | 184              | atakująca        |
| 5         | Żaneta Baran      | 08.23.1989       | 189              | atakująca        |
| 6         | Adrianna Kukulska | 30.04.1998       | 176              | przyjmująca      |
| 8         | Anna Stencel      | 28.08.1995       | 187              | środkowa         |
| 9         | Alicia Ogoms      | 02.04.1994       | 194              | środkowa         |
| 11        | Agata Babicz      | 16.03.1986       | 171              | przyjmująca      |
| 13        | Beta Dumančić     | 26.03.1991       | 189              | środkowa         |
| 14        | Emilia Szubert    | 10.03.1992       | 180              | rozgrywająca     |
| 15        | Alicja Markiewicz | 13.08.1991       | 169              | libero           |
| 16        | Zuzanna Kucińska  | 09.12.1994       | 174              | libero           |
| 17        | Oliwia Urban      | 21.11.1996       | 182              | przyjmująca      |
|           | Jacek Pasiński    | Trener           | Trener           | Trener           |
|           | Piotr Sobolewski  | Asystent trenera | Asystent trenera | Asystent trenera |

| KS Pałac Bydgoszcz | KS Pałac Bydgoszcz    | KS Pałac Bydgoszcz | KS Pałac Bydgoszcz | KS Pałac Bydgoszcz |
| Nr                 | Imię i nazwisko       | Data ur.           | Wzrost             | Pozycja            |
| ------------------ | --------------------- | ------------------ | ------------------ | ------------------ |
| 1                  | Magdalena Jagodzińska | 10.01.1989         | 186                | atakująca          |
| 4                  | Marta Ziółkowska      | 02.11.1995         | 188                | środkowa           |
| 5                  | Natalia Misiuna       | 07.09.1984         | 186                | środkowa           |
| 6                  | Natalia Krawulska     | 23.06.1988         | 179                | atakująca          |
| 7                  | Karolina Portalska    | 06.01.1999         | 175                | libero             |
| 8                  | Ewelina Krzywicka     | 10.08.1992         | 175                | przyjmująca        |
| 9                  | Pola Nowakowska       | 30.01.1996         | 181                | libero             |
| 10                 | Joanna Kuligowska     | 25.11.1979         | 180                | przyjmująca        |
| 11                 | Jagoda Maternia       | 08.02.1997         | 182                | przyjmująca        |
| 12                 | Małgorzata Śmieszek   | 11.07.1996         | 188                | środkowa           |
| 13                 | Paulina Bałdyga       | 24.07.1996         | 174                | rozgrywająca       |
| 14                 | Marlena Pleśnierowicz | 09.01.1992         | 176                | rozgrywająca       |
| 15                 | Weronika Fojucik      | 03.05.1996         | 184                | przyjmująca        |
| 16                 | Daria Dąbrowska       | 15.06.1996         | 180                | przyjmująca        |
|                    | Adam Grabowski        | Trener             | Trener             | Trener             |
|                    | Sebastian Tylicki     | Asystent trenera   | Asystent trenera   | Asystent trenera   |

| Legionovia Legionowo | Legionovia Legionowo | Legionovia Legionowo | Legionovia Legionowo | Legionovia Legionowo |
| Nr                   | Imię i nazwisko      | Data ur.             | Wzrost               | Pozycja              |
| -------------------- | -------------------- | -------------------- | -------------------- | -------------------- |
| 2                    | Anna Korabiec        | 11.01.1995           | 172                  | libero               |
| 3                    | Joanna Pacak         | 09.06.1996           | 186                  | środkowa             |
| 4                    | Klaudia Grzelak      | 12.02.1996           | 186                  | przyjmująca          |
| 6                    | Aleksandra Rasińska  | 06.11.1998           | 190                  | przyjmująca          |
| 7                    | Katarzyna Wawrzyniak | 14.03.1990           | 178                  | rozgrywająca         |
| 8                    | Ewelina Mikołajewska | 20.06.1992           | 182                  | przyjmująca          |
| 9                    | Iga Chojnacka        | 21.04.1994           | 183                  | środkowa             |
| 10                   | Katarzyna Połeć      | 13.02.1989           | 191                  | środkowa             |
| 11                   | Alicja Grabka        | 09.05.1998           | 178                  | rozgrywająca         |
| 12                   | Monika Bociek        | 06.04.1996           | 188                  | atakująca            |
| 13                   | Adriana Adamek       | 23.09.1998           | 178                  | libero               |
| 15                   | Klaudia Alagierska   | 02.01.1996           | 190                  | środkowa             |
| 16                   | Anna Bączyńska       | 31.12.1995           | 188                  | atakująca            |
| 17                   | Agata Skiba          | 24.02.1991           | 184                  | przyjmująca          |
|                      | Robert Strzałkowski  | Trener               | Trener               | Trener               |
|                      | Marcin Jackowicz     | Asystent trenera     | Asystent trenera     | Asystent trenera     |

| KS Developres Rzeszów | KS Developres Rzeszów | KS Developres Rzeszów | KS Developres Rzeszów | KS Developres Rzeszów |
| Nr                    | Imię i nazwisko       | Data ur.              | Wzrost                | Pozycja               |
| --------------------- | --------------------- | --------------------- | --------------------- | --------------------- |
| 1                     | Kremena Kamenowa      | 21.05.1988            | 185                   | przyjmująca           |
| 2                     | Natalia Strózik       | 23.08.1995            | 186                   | przyjmująca           |
| 3                     | Karolina Szymańska    | 22.02.1994            | 187                   | środkowa              |
| 5                     | Magdalena Hawryła     | 01.01.1989            | 190                   | środkowa              |
| 6                     | Katarzyna Warzocha    | 20.02.1989            | 183                   | środkowa              |
| 7                     | Ewa Śliwińska         | 27.04.1993            | 183                   | przyjmująca           |
| 8                     | Anna Kaczmar          | 26.09.1985            | 181                   | rozgrywająca          |
| 9                     | Karolina Szczygieł    | 01.02.1996            | 177                   | rozgrywająca          |
| 10                    | Adela Helić           | 24.02.1990            | 185                   | atakująca             |
| 11                    | Joanna Nickowska      | 10.06.1992            | 162                   | libero                |
| 12                    | Patrycja Flakus       | 14.03.1994            | 187                   | atakująca             |
| 13                    | Katarzyna Mróz        | 19.02.1981            | 196                   | środkowa              |
| 14                    | Mirosława Paskowa     | 16.02.1996            | 180                   | przyjmująca           |
| 16                    | Klaudia Kaczorowska   | 20.12.1988            | 183                   | przyjmująca           |
| 18                    | Lucyna Borek          | 22.06.1987            | 163                   | libero                |
|                       | Lorenzo Micelli       | Trener                | Trener                | Trener                |
|                       | Dawid Pawlik          | Asystent trenera      | Asystent trenera      | Asystent trenera      |

| KSZO Ostrowiec Świętokrzyski | KSZO Ostrowiec Świętokrzyski | KSZO Ostrowiec Świętokrzyski | KSZO Ostrowiec Świętokrzyski | KSZO Ostrowiec Świętokrzyski |
| Nr                           | Imię i nazwisko              | Data ur.                     | Wzrost                       | Pozycja                      |
| ---------------------------- | ---------------------------- | ---------------------------- | ---------------------------- | ---------------------------- |
| 1                            | Roksana Brzóska              | 02.09.1993                   | 180                          | przyjmująca                  |
| 2                            | Kamila Colik                 | 16.07.1991                   | 168                          | libero                       |
| 3                            | Ewelina Polak                | 17.04.1993                   | 176                          | rozgrywająca                 |
| 4                            | Paulina Stroiwąs             | 17.05.1994                   | 197                          | środkowa                     |
| 5                            | Dorota Ściurka               | 07.01.1981                   | 180                          | przyjmująca                  |
| 6                            | Joanna Kapturska             | 04.07.1986                   | 185                          | przyjmująca                  |
| 7                            | Paulina Szpak                | 11.10.1991                   | 185                          | rozgrywająca                 |
| 8                            | Magdalena Soter              | 23.05.1988                   | 192                          | środkowa                     |
| 9                            | Delicia Pierre               | 11.10.1991                   | 190                          | atakująca                    |
| 10                           | Wolha Paulukouska            | 13.07.1988                   | 174                          | libero                       |
| 11                           | Katarzyna Szałankiewicz      | 30.10.1987                   | 182                          | przyjmująca                  |
| 12                           | Sava Thaka                   | 20.04.1992                   | 194                          | środkowa                     |
| 13                           | Aleksandra Jocić             | 23.04.1992                   | 190                          | atakująca                    |
| 14                           | Julia Piotrowska             | 23.05.1996                   | 192                          | środkowa                     |
| 15                           | Joanna Ciesielczyk           | 31.05.1999                   | 182                          | przyjmująca                  |
| 16                           | Zuzanna Urbańska             | 16.10.1998                   | 181                          | przyjmująca                  |
|                              | Dariusz Parkitny             | Trener                       | Trener                       | Trener                       |
|                              | Rafał Dytkowski              | Asystent trenera             | Asystent trenera             | Asystent trenera             |

| ŁKS Commercecon Łódź | ŁKS Commercecon Łódź     | ŁKS Commercecon Łódź | ŁKS Commercecon Łódź | ŁKS Commercecon Łódź |
| Nr                   | Imię i nazwisko          | Data ur.             | Wzrost               | Pozycja              |
| -------------------- | ------------------------ | -------------------- | -------------------- | -------------------- |
| 1                    | Izabella Szyjka          | 30.04.1995           | 174                  | libero               |
| 2                    | Ewa Kwiatkowska          | 12.04.1986           | 182                  | środkowa             |
| 3                    | Alicja Leszek            | 16.10.1991           | 190                  | środkowa             |
| 5                    | Katarina Osadchuk        | 18.11.1991           | 191                  | środkowa             |
| 6                    | Julita Rafałko           | 23.04.1999           | 176                  | przyjmująca          |
| 7                    | Katarzyna Bryda          | 30.04.1990           | 181                  | przyjmująca          |
| 8                    | Agata Oleksy             | 31.01.1992           | 173                  | przyjmująca          |
| 9                    | Katarzyna Sielicka       | 06.12.1981           | 181                  | przyjmująca          |
| 10                   | Patrycja Tomczyk         | 23.08.1995           | 187                  | rozgrywająca         |
| 11                   | Lucie Mühlsteinová       | 15.10.1984           | 181                  | rozgrywająca         |
| 12                   | Izabela Kowalińska       | 23.02.1985           | 189                  | atakująca            |
| 13                   | Krystyna Strasz          | 24.07.1987           | 166                  | libero               |
| 14                   | Gvanca Marqarashvili     | 14.01.1998           | 181                  | rozgrywająca         |
| 15                   | Agnieszka Wołoszyn       | 05.10.1981           | 182                  | atakująca            |
| 17                   | Gvanca Ulumbelashvili    | 12.11.1999           | 187                  | przyjmująca          |
| 18                   | Tamara Sušić             | 28.10.1990           | 192                  | środkowa             |
| 20                   | Anna Pawłowska           | 22.12.1998           | 169                  | libero               |
|                      | Maciej Bartodziejski     | Trener               | Trener               | Trener               |
|                      | Bartłomiej Bartodziejski | Asystent trenera     | Asystent trenera     | Asystent trenera     |

| Budowlani Toruń | Budowlani Toruń          | Budowlani Toruń  | Budowlani Toruń  | Budowlani Toruń  |
| Nr              | Imię i nazwisko          | Data ur.         | Wzrost           | Pozycja          |
| --------------- | ------------------------ | ---------------- | ---------------- | ---------------- |
| 1               | Sylwia Wojcieska         | 03.06.1985       | 193              | środkowa         |
| 2               | Aleksandra Gancarz       | 17.05.1994       | 186              | środkowa         |
| 4               | Maryna Pauława           | 21.01.1989       | 180              | przyjmująca      |
| 5               | Gabriela Jasińska        | 14.07.1992       | 180              | rozgrywająca     |
| 6               | Anna Lewandowska         | 02.12.1995       | 186              | środkowa         |
| 7               | Patrycja Polak           | 23.02.1991       | 182              | przyjmująca      |
| 8               | Marta Wójcik             | 17.02.1982       | 183              | rozgrywająca     |
| 9               | Ilona Gierak             | 29.10.1988       | 182              | przyjmująca      |
| 10              | Ewa Bimkiewicz           | 06.12.1997       | 190              | atakująca        |
| 11              | Ewelina Ryznar (kapitan) | 01.10.1986       | 189              | środkowa         |
| 12              | Marta Wiśniewska         |                  |                  | przyjmująca      |
| 13              | Agata Nowak              | 08.07.1995       | 175              | libero           |
| 15              | Rebecca Pavan            | 17.04.1990       | 192              | atakująca        |
| 19              | Morena Martínez Franchi  | 19.02.1993       | 164              | libero           |
|                 | Nicola Vettori           | Trener           | Trener           | Trener           |
|                 | Marcin Szendzielarz      | Asystent trenera | Asystent trenera | Asystent trenera |

## Transfery
| Chemik Police | Chemik Police |
| Przychodzą | Odchodzą |
| --- | --- |
| - Jelena Blagojević (Trabzon İdmanocağı) - Katarzyna Zaroślińska (Atom Trefl Sopot) - Aleksandra Krzos (Polski Cukier Muszynianka Muszyna) - Malwina Smarzek (LTS Legionovia Legionowo) - Nikola Abramajtys (SMS Police) | - Helena Havelková (Shanghai Dunlop) - Yonkaira Peña (szuka klubu) - Izabela Kowalińska (ŁKS Commercecon Łódź) - Paulina Maj-Erwardt (Budowlani Łódź) - Katarzyna Mróz (KS DevelopRes Rzeszów) |

| Trefl Sopot | Trefl Sopot |
| Przychodzą | Odchodzą |
| --- | --- |
| - Karolina Goliat (Obiettivo Risarcimento Vicenza) - Natalia Gajewska (LTS Legionovia Legionowo) - Małgorzata Skorupa (PTPS Piła) - Karolina Bednarek (AZS KSZO Ostrowiec Świętokrzyski) - Beata Mielczarek (AZS KSZO Ostrowiec Świętokrzyski) - Alicja Wójcik (AZS KSZO Ostrowiec Świętokrzyski) - Anna Bodasińska (Budowlani Łódź (Młoda Liga)) - Martyna Łukasik (Atom Trefl Sopot (Młoda Liga)) - Daria Szczyrba (Atom Trefl Sopot (Młoda Liga)) - Dominika Mras (Atom Trefl Sopot (Młoda Liga)) | - Maret Balkestein-Grothues (Volksbank Südtirol Bolzano) - Danica Radenković (Azerrail Baku) - Brittnee Cooper (Dresdner SC) - Ivana Đerisilo (CSM Târgoviște) - Katarzyna Zaroślińska (Chemik Police) - Maja Tokarska (Hisamitsu Springs) - Zuzanna Efimienko (Metalleghe Sanitars Montichiari) - Agata Witkowska (Unedo Yamamay Busto Arsizio) - Anna Miros (Tauron MKS Dąbrowa Górnicza) - Klaudia Kaczorowska (KS DevelopRes Rzeszów) - Anna Kaczmar (KS DevelopRes Rzeszów) |
| w trakcie sezonu | |
| | - Piotr Matela (trener) (szuka klubu) |

| Impel Wrocław | Impel Wrocław |
| Przychodzą | Odchodzą |
| --- | --- |
| - Micha Hancock (Tauron MKS Dąbrowa Górnicza) - Megan Courtney (Leonas de Ponce) - Katarzyna Konieczna (powrót po urlopie macierzyńskim) - Natalia Mędrzyk (Polski Cukier Muszynianka Muszyna) - Adrianna Wysocka (LTS Legionovia Legionowo) - Izabela Bałucka (Tauron MKS Dąbrowa Górnicza) | - Carolina Costagrande (Imoco Volley Conegliano) - Lenka Dürr (Schweriner SC) - Magdalena Gryka (BKS Aluprof Profi Credit Bielsko-Biała) - Kristin Hildebrand (szuka klubu) - Katarzyna Skowrońska-Dolata (Foppapedretti Bergamo) - Milena Radecka (szuka klubu) - Karolina Piśla (PTPS Piła) |
| w trakcie sezonu | |
| | - Aleksandra Sikorska (Tauron MKS Dąbrowa Górnicza) |

| Tauron MKS Dąbrowa Górnicza | Tauron MKS Dąbrowa Górnicza |
| Przychodzą | Odchodzą |
| --- | --- |
| - Yael Castiglione (BKS Aluprof Bielsko-Biała) - Dominika Sobolska (Metalleghe Sanitars Montichiari) - Regan Hood (Sarıyer Belediyesi) - Helena Horká (BKS Aluprof Bielsko-Biała) - Monika Šmídová (American University Washington) - Anna Miros (Atom Trefl Sopot) - Izabela Śliwa (Polski Cukier Muszynianka Muszyna) - Daria Paszek (LTS Legionovia Legionowo) - Marta Ciesiulewicz (Nike Węgrów) | - Sanja Popović (Volksbank Südtirol Bolzano) - Micha Hancock (Impel Wrocław) - Deja McClendon (szuka klubu) - Rebecca Perry (szuka klubu) - Rebecca Pavan (Giacomini Budowlani Toruń) - Krystyna Strasz (ŁKS Commercecon Łódź) - Joanna Staniucha-Szczurek (BKS Aluprof Profi Credit Bielsko-Biała) - Izabela Bałucka (Impel Wrocław) - Katarzyna Urban (AZS KSZO Ostrowiec Świętokrzyski) - Karolina Różycka (urlop macierzyński) - Natalia Piekarczyk (szuka klubu) - Nadia Wydmańska (szuka klubu) |
| w trakcie sezonu | |
| - Kathleen Weiß (VK AGEL Prostějov) - Noris Cabrera (Salihli Belediyespor Manisa) - Aleksandra Sikorska (Impel Wrocław) | - Regan Hood (Jakarta Pertamina Energi) - Monika Šmídová (szuka klubu) |

| Budowlani Łódź | Budowlani Łódź |
| Przychodzą | Odchodzą |
| --- | --- |
| - Kaja Grobelna (VC Stuttgart) - Paulina Maj-Erwardt (Chemik Police) - Sylwia Pelc (Polski Cukier Muszynianka Muszyna) - Monika Kutyła (Wisła Warszawa) - Natalia Strózik (BKS Bielsko Biała) | - Daiana Mureșan (szuka klubu) - Ewelina Brzezińska (BKS Aluprof Profi Credit Bielsko-Biała) - Dorota Medyńska (Polski Cukier Muszynianka Enea) - Aleksandra Liniarska (szuka klubu) - Aleksandra Gromadowska (szuka klubu) |

| Polski Cukier Muszynianka Enea | Polski Cukier Muszynianka Enea |
| Przychodzą | Odchodzą |
| --- | --- |
| - Nataša Čikiriz (Partizan Vizura Belgrad) - Marina Cvetanović (Nova KBM Branik Maribor) - Magdalena Wawrzyniak (Igor Gorgonzola Novara) - Agnieszka Rabka (Trabzon İdmanocağı) - Aleksandra Wójcik (LTS Legionovia Legionowo) - Dorota Wilk (PTPS Piła) - Koleta Łyszkiewicz (BKS Aluprof Bielsko-Biała) - Dorota Medyńska (Budowlani Łódź) - Małgorzata Lis (BKS Aluprof Bielsko-Biała) - Magdalena Szabó (powrót po urlopie macierzyńskim) | - Adela Helić (KS DevelopRes Rzeszów) - Júlia Milovits (CSM Bukareszt) - Aleksandra Krzos (Chemik Police) - Izabela Śliwa (MKS Tauron MKS Dąbrowa Górnicza) - Natalia Mędrzyk (Impel Wrocław) - Natalia Skrzypkowska (BKS Aluprof Profi Credit Bielsko-Biała) - Sylwia Pelc (Budowlani Łódź) - Karolina Szczygieł (KS DevelopRes Rzeszów) - Karolina Ciaszkiewicz-Lach (Wisła Warszawa) - Kinga Hatala (Wisła Warszawa) |
| w trakcie sezonu | |
| - Tanja Sredić (NIS Spartak Subotnica) - Aleksandra Pasznik (BKS Aluprof Profi Credit Bielsko-Biała) | |

| BKS Aluprof Profi Credit Bielsko-Biała | BKS Aluprof Profi Credit Bielsko-Biała |
| Przychodzą | Odchodzą |
| --- | --- |
| - Soňa Mikysková (Pays d’Aix Venelles) - Magdalena Gryka (Impel Wrocław) - Ewelina Brzezińska (Budowlani Łódź) - Joanna Staniucha-Szczurek (Tauron MKS Dąbrowa Górnicza) - Natalia Skrzypkowska (Polski Cukier Muszynianka Muszyna) - Aleksandra Wańczyk (KS DevelopRes Rzeszów) - Natalia Perlińska (Zawisza Sulechów) - Aneta Wilczek (BKS Aluprof Bielsko-Biała (Młoda Liga)) | - Yael Castiglione (Tauron MKS Dąbrowa Górnicza) - Helena Horká (Tauron MKS Dąbrowa Górnicza) - Nikola Radosová (CSM Bukareszt) - Koleta Łyszkiewicz (Polski Cukier Muszynianka Enea) - Natalia Strózik (Budowlani Łódź) - Małgorzata Lis (Polski Cukier Muszynianka Enea) - Natalia Bamber-Laskowska (szuka klubu) - Beata Motyka (szuka klubu) |
| w trakcie sezonu | |
| - Tore Aleksandersen (trener) (Impel Wrocław) - Jaroslava Pencová (Lokomotiv Baku) - Erica Handley (University of Minnesota) | - Mariusz Wiktorowicz (trener) (szuka klubu) - Aleksandra Pasznik (Polski Cukier Muszynianka Enea) |

| PTPS Piła | PTPS Piła |
| Przychodzą | Odchodzą |
| --- | --- |
| - Alexis Austin (University of Colorado) - Alicia Ogoms (University of Southern California) - Beta Dumančić (SK UP Ołomuniec) - Emilia Szubert (LTS Legionovia Legionowo) - Karolina Piśla (Impel Wrocław) - Sylwia Kucharska (KS Murowana Goślina) - Żaneta Baran (KS Murowana Goślina) | - Kiesha Leggs (Chieri ’76 Volleyball) - Wolha Paulukouska (AZS KSZO Ostrowiec Świętokrzyski) - Dorota Wilk (Polski Cukier Muszynianka Enea) - Małgorzata Skorupa (Trefl Sopot) - Joanna Sobczak (Wisła Warszawa) - Klaudia Konieczna (Karpaty Krosno) |
| w trakcie sezonu | |
| - Jacek Pasiński (trener) (Budowlani Łódź) | - Łukasz Przybylak (trener) (szuka klubu) |

| KS Pałac Bydgoszcz                              | KS Pałac Bydgoszcz                                         |
| Przychodzą                                      | Odchodzą                                                   |
| ----------------------------------------------- | ---------------------------------------------------------- |
| - Magdalena Jagodzińska (KS DevelopRes Rzeszów) | - Zuzanna Czyżnielewska (AZS KSZO Ostrowiec Świętokrzyski) |

| LTS Legionovia Legionowo | LTS Legionovia Legionowo |
| Przychodzą | Odchodzą |
| --- | --- |
| - Ewelina Mikołajewska (Karpaty Krosno) - Anna Korabiec (AZS KSZO Ostrowiec Świętokrzyski) - Agata Skiba (KS DevelopRes Rzeszów) - Katarzyna Wawrzyniak (Nike Węgrów) - Anna Bączyńska (Karpaty Krosno) - Alicja Grabka (LTS Legionovia Legionowo (Młoda Liga)) | - Malwina Smarzek (Chemik Police) - Daria Paszek (Tauron MKS Dąbrowa Górnicza) - Aleksandra Wójcik (Polski Cukier Muszynianka Enea) - Natalia Gajewska (Trefl Sopot) - Karolina Szymańska (KS DevelopRes Rzeszów) - Emilia Szubert (PTPS Piła) - Adrianna Wysocka (Impel Wrocław) |

| KS DevelopRes Rzeszów | KS DevelopRes Rzeszów |
| Przychodzą | Odchodzą |
| --- | --- |
| - Adela Helić (Polski Cukier Muszynianka Muszyna) - Kremena Kamenowa (Trabzon İdmanocağı) - Katarzyna Mróz (Chemik Police) - Klaudia Kaczorowska (Atom Trefl Sopot) - Anna Kaczmar (Atom Trefl Sopot) - Karolina Szczygieł (Polski Cukier Muszynianka Muszyna) - Karolina Szymańska (LTS Legionovia Legionowo) - Patrycja Flakus (Joker Świecie) - Joanna Nickowska (PSPS Chemik Police) | - Ana Otasević (CS Știința Bacău) - Weseła Bonczewa (AEL Limasol) - Joanna Kapturska (AZS KSZO Ostrowiec Świętokrzyski) - Magdalena Jagodzińska (KS Pałac Bydgoszcz) - Agata Skiba (LTS Legionovia Legionowo) - Aleksandra Wańczyk (BKS Aluprof Profi Credit Bielsko-Biała) - Ewa Cabajewska (ECO AZS Uni Opole) - Justyna Raczyńska (urlop macierzyński) - Paulina Głaz (Karpaty Krosno) - Paulina Filipowicz (szuka klubu) - Ewelina Janicka (Proxima Kraków) |
| w trakcie sezonu | |
| - Lorenzo Micelli (trener) (Liu Jo Nordmeccanica Modena) - Mirosława Paskowa (Lewski Sofia) | - Jacek Skrok (trener) (szuka klubu) |

| AZS KSZO Ostrowiec Świętokrzyski | AZS KSZO Ostrowiec Świętokrzyski |
| Przychodzą | Odchodzą |
| --- | --- |
| - Wolha Paulukouska (PTPS Piła) - Delicia Pierre (Bethune Wildcats) - Sava Thaka (Barleti Tirana) - Zuzanna Czyżnielewska (KS Pałac Bydgoszcz) - Joanna Kapturska (KS DevelopRes Rzeszów) - Paulina Stroiwąs (KS Murowana Goślina) - Kamila Colik (MCKiS Jaworzno) - Magdalena Soter (PSPS Chemik Police) | - Karolina Bednarek (Trefl Sopot) - Beata Mielczarek (Trefl Sopot) - Alicja Wójcik (Trefl Sopot) - Anna Korabiec (LTS Legionovia Legionowo) - Sandra Szczygioł (Joker Świecie) - Kinga Dybek (Joker Świecie) - Zuzanna Pieczka (Karpaty Krosno) - Angelika Bulbak (Proxima Kraków) |
| w trakcie sezonu | |
| - Aleksandra Jocić (NIS Spartak Subotnica) - Katarzyna Szałankiewicz (Tauron MKS Dąbrowa Górnicza) | - Delicia Pierre (szuka klubu) |

| ŁKS Commercecon Łódź | ŁKS Commercecon Łódź |
| Przychodzą | Odchodzą |
| --- | --- |
| - Lucie Mühlsteinová (Telekom Baku) - Izabela Kowalińska (Chemik Police) - Ewa Kwiatkowska (PSPS Chemik Police) - Julita Rafałko (MKS Świdnica) - Weronika Gamała (ŁKS Commercecon Łódź (Młoda Liga)) - Gvanca Marqarashvili (Tbilisi) - Gvanca Ulumbelashvili (Tbilisi) | - Monika Šmitalová (Sm’Aesch Pfeffingen) - Katarzyna Nadziałek (Wisła Warszawa) - Karolina Sawaniewicz (AZS Politechnika Śląska Gliwice) - Izabela Wasiak (AZS Politechnika Śląska Gliwice) - Agata Kucharczyk (PSPS Chemik Police) |
| w trakcie sezonu | |
| - Tamara Sušić (Pomì Casalmaggiore) - Krystyna Strasz (Tauron MKS Dąbrowa Górnicza) | |

| Giacomini Budowlani Toruń | Giacomini Budowlani Toruń |
| Przychodzą | Odchodzą |
| --- | --- |
| - Rebecca Pavan (Tauron MKS Dąbrowa Górnicza) - Morena Martínez Franchi (Vélez Sársfield) - Maryna Pauława (Prybużża Brześć) - Patrycja Polak (Beng Rovigo Volley) - Marta Wójcik (powrót po przerwie) - Sylwia Wojcieska (powrót po kontuzji) - Gabriela Jasińska (PSPS Chemik Police) - Aleksandra Gancarz (Joker Świecie) - Agata Nowak (Atom Trefl Sopot (Młoda Liga)) - Ewa Bimkiewicz (SMS Police) | - Marta Łukaszewska (PSPS Chemik Police) - Aleksandra Stachowicz (AZS Politechnika Śląska Gliwice) - Daria Bąkowska (AZS Politechnika Śląska Gliwice) - Aleksandra Gutkowska (AZS Politechnika Śląska Gliwice) - Jowita Jaroszewicz (Proxima Kraków) - Marzena Wilczyńska (Proxima Kraków) - Patrycja Wyrwa (Joker Świecie) - Karolina Filipowicz (szuka klubu) - Marta Siwka (szuka klubu) |